# Pentax
Pentax ist ein Markenname der Ricoh Imaging K.K. (jap. リコーイメージング株式会社, Rikō Imējingu Kabushiki-gaisha) für Fotokameras, Objektive und andere optische Produkte. Das zugehörige japanische Unternehmen war bis 2008 die Pentax K.K. (ペンタックス株式会社, Pentakkusu Kabushiki-gaisha, engl. Pentax Corporation; vormals: Asahi Optical K.K.), die Fotoapparate, Überwachungstechnik und optische Vorrichtungen für die Medizintechnik sowie hochwertige Ferngläser und astronomische Teleskope und Okulare herstellte. Der Name Pentax war aus den Bezeichnungen „Pentaprisma“ und „Contax“ abgeleitet worden und gehörte ursprünglich dem ostdeutschen VEB Zeiss Ikon, der ihn 1957 an Asahi Optical verkaufte. Im Jahr 2008 wurde die Pentax Corporation vom japanischen Konzern Hoya übernommen und existiert seitdem nicht mehr als eigenständiges, börsennotiertes Unternehmen. Die Entwicklung und Herstellung optischer Produkte unter dem bekannten Markennamen „Pentax“ blieben unter dem Dach der Hoya K.K. aber erhalten. Im Jahr 2011 wurde von dieser die Fotosparte mit der Marke Pentax an den Elektronik- und Bürotechnikkonzern Ricoh weiterverkauft. Die Medizintechniksparte (Pentax Medical) verblieb bei der Hoya-Group.

## Firmengeschichte

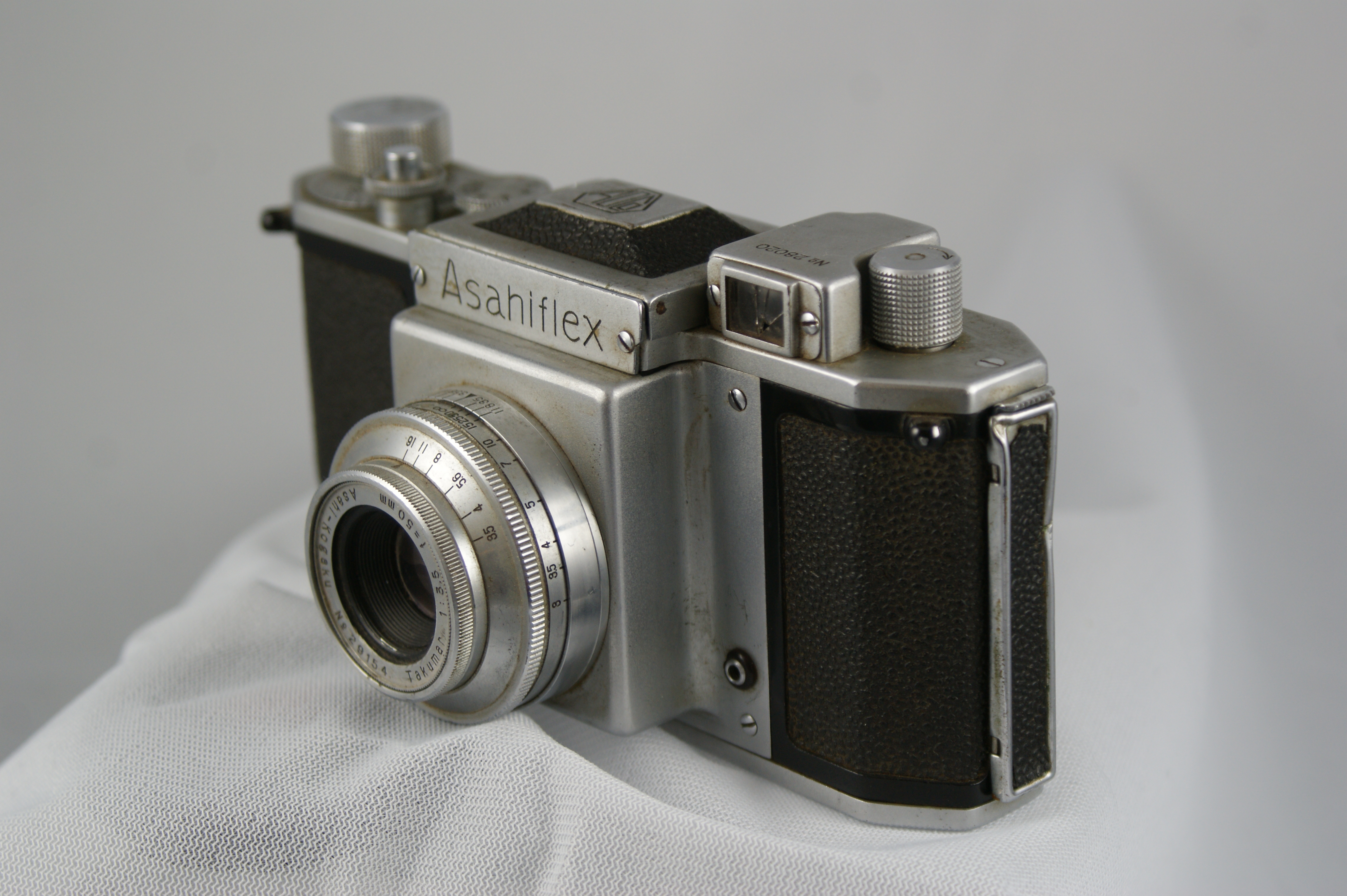
Asahiflex I

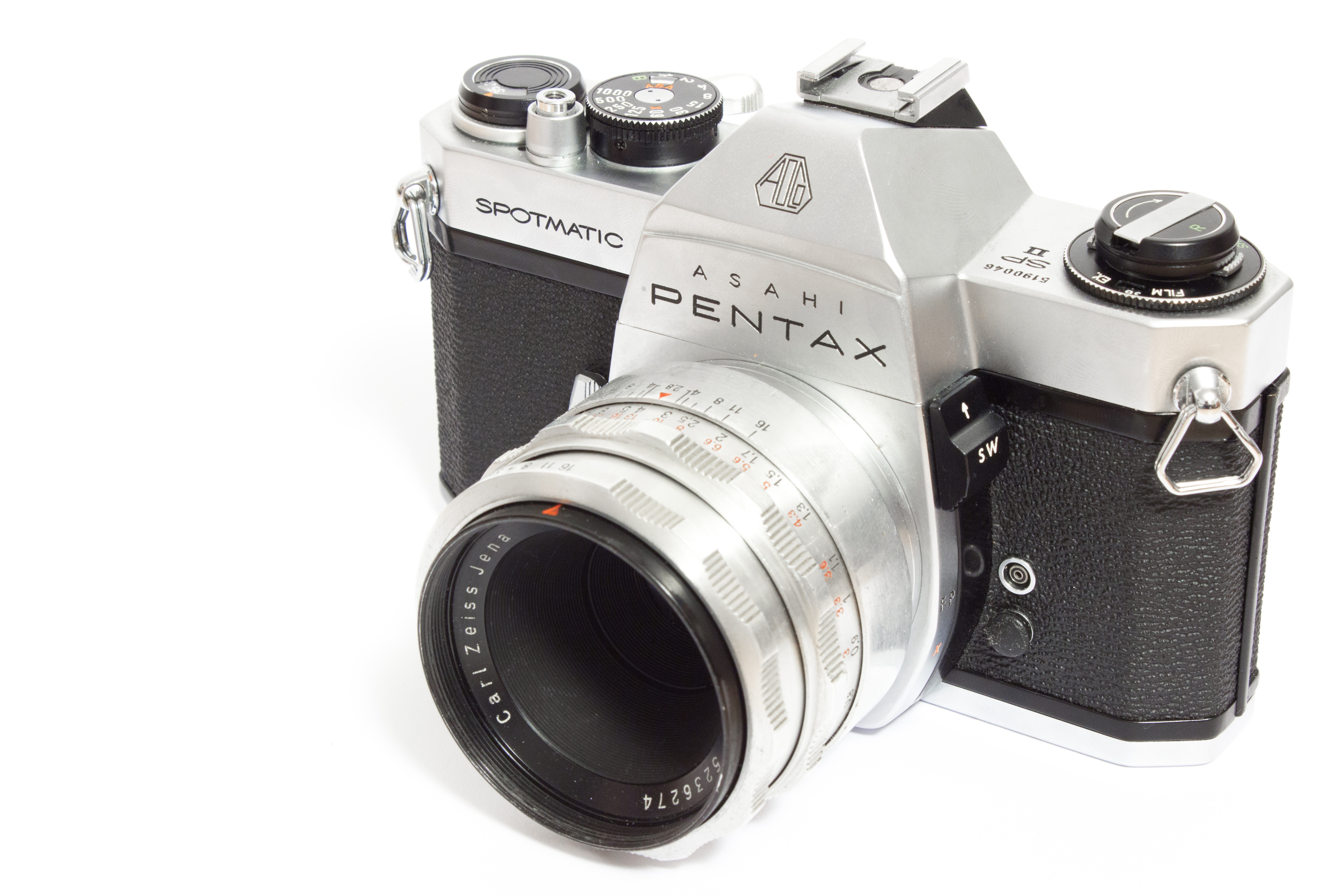
Asahi Pentax Spotmatic (Internationale Version), 1964–1974,
Stückzahl 4 Millionen

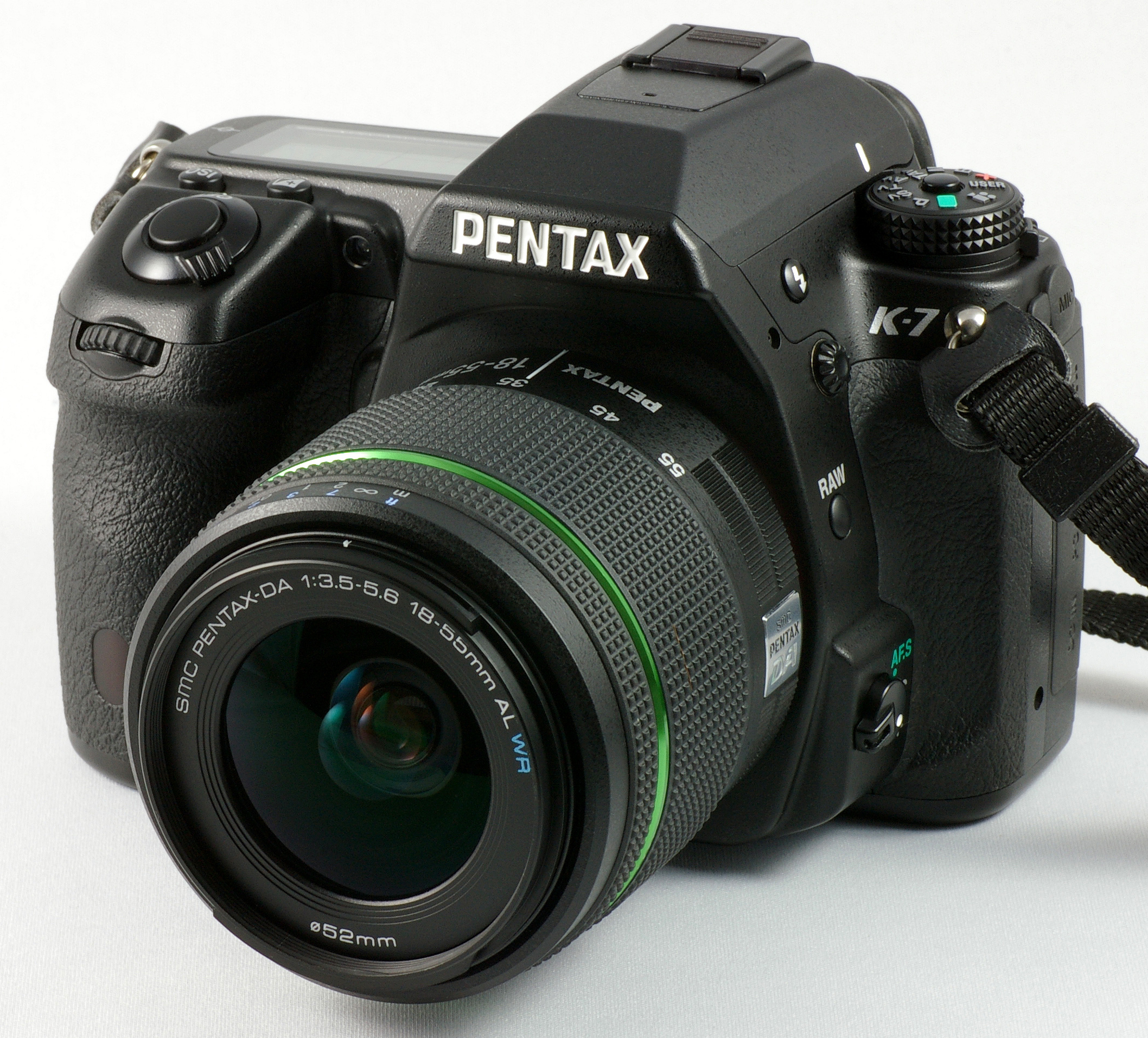
DSLR Pentax K-7 mit dem als Kit angebotenen smc DA 18-55 mm 1:3,5 – 5,6 WR

1919 entstand die Asahi Kōgaku Kōgyō Goshi-gaisha (旭光学工業合資会社) (dt. etwa: „Optikwerke Asahi KG“, engl. Asahi Optical Joint Stock Co.). Diese stellte zunächst Brillengläser, ab 1933 auch Linsen und Objektive für Kameras her. 1938 wurde die Unternehmensform in eine Kabushiki Kaisha, zu Asahi Kōgaku Kōgyō Kabushiki-gaisha (旭光学工業株式会社, engl. Asahi Optical Co., Ltd.), geändert. Bis zum Ende des Zweiten Weltkriegs bestand ein großer Teil des Auftragsvolumens aus optischen Geräten für militärische Zwecke. Nach dem Kriegsende wurde Asahi Kōgaku Kōgyō K.K. von den Siegermächten aufgelöst, erhielt aber im Jahr 1948 die Erlaubnis zur Neugründung. Die Firma nahm ihre Vorkriegsaktivitäten wieder auf und stellte Ferngläser und Fotoobjektive für Konishiroku und Chiyoda Kōgaku Seikō her – die Vorgänger von Konica und Minolta. Ab 1952 folgten Fotoapparate, speziell Spiegelreflexkameras (zunächst: „Asahiflex“), die ab 1957 unter der Bezeichnung „Asahi Pentax“ (in Nordamerika auch unter „Honeywell Pentax“) vermarktet wurden. Eine der ersten Spiegelreflexkameras mit TTL-Belichtungsmessung, auch Innenmessung, die Asahi Pentax Spotmatic, kam im Jahr 1964 auf den Markt. Später trat der Schriftzug des Namensteils Asahi auf den Kameragehäusen immer mehr in den Hintergrund, bis letztlich nur noch „Pentax“ übrigblieb. 2002 fand schließlich auch eine Umbenennung des Firmennamens von Asahi Optical Co. zu „Pentax Co.“ statt.
Eine Blütezeit hatte die Fotomarke (Asahi) Pentax insbesondere in den 1960er bis 1980er Jahren; später verlor sie vor allem im Zusammenhang mit der Einführung und Weiterentwicklung der Autofokustechnik Marktanteile etwa an Minolta (heute zu Sony) sowie an Nikon und Canon, die gegenwärtig die Verkaufszahlen für kompakte Fotoapparate und digitale Spiegelreflexkameras dominieren. Im Jahr 2010 hatte Pentax im weltweiten Digitalkamera-Markt nur noch einen Anteil von 1,5 Prozent und stand damit auf Platz 10 aller Anbieter (1. Canon 19 % – 2. Sony 17,9 % – 3. Nikon 12,6 %; nur für DSLR: 1. Canon 44,5 % – 2. Nikon 29,8 % – 3. Sony 11,9 %; Pentax ?).
Pentax produzierte zeitweise an rund zehn Standorten in Japan, Hongkong, Taiwan, Vietnam und auf den Philippinen; beschäftigt wurden dabei noch 2007 weltweit etwa 6000 Mitarbeiter. Das europäische Hauptquartier war 1966 gegründet worden und lange Zeit in Hamburg ansässig.
Seit November 2007 war die Pentax Corporation nicht mehr an der Tokioter Börse notiert; ab dem 31. März 2008 war Pentax dann ein Teil des japanischen Konzerns Hoya K.K. Der Markenname Pentax blieb nach der Übernahme für alle Fotoapparate, Endoskope, CCTV, Messtechnik etc. erhalten. Im Oktober 2009 zog das europäische Pentax-Hauptquartier für das Imaging-(Kamera-)Geschäft von Hamburg nach Paris um.
Im Juli 2011 wurde bekannt, dass die Hoya-Group die Fotosparte (einschließlich der Divisionen Security Systems und Sport Optics) unter der Marke Pentax für umgerechnet rund 85 Millionen Euro an Ricoh weiterverkauft. Die Medizintechniksparte sollte allerdings bei Hoya verbleiben. Zum 1. Oktober 2011 wurde die Übernahme durch Ricoh vollzogen. Die dazu neu etablierte Firma heißt „PENTAX RICOH IMAGING COMPANY, LTD.“, mit etwa 1900 Mitarbeitern und dem Hauptsitz in Tokio. Sie übernimmt die Planungsfunktion für Kameras und Objektive, Produktionsstätten, Liegenschaften und die weltweite Distribution von den vorherigen Gesellschaften. Die deutsche Niederlassung für das Geschäft mit Kameras und Objektiven hat ihren Sitz nach wie vor in Hamburg und firmiert seit Oktober 2011 unter dem Namen Pentax Ricoh Imaging Deutschland GmbH.
Zum 1. August 2013 wurde der Firmenname in RICOH IMAGING COMPANY, LTD. geändert, entsprechend haben sich die diversen Niederlassungen umbenannt. Der Markenname PENTAX soll in Zukunft weiter für Spiegelreflexkameras, andere Systemkameras mit Wechselobjektiven sowie für Ferngläser verwendet werden, während unter anderem Kompaktkameras künftig unter dem Label RICOH herausgebracht werden.

## Fototechnik

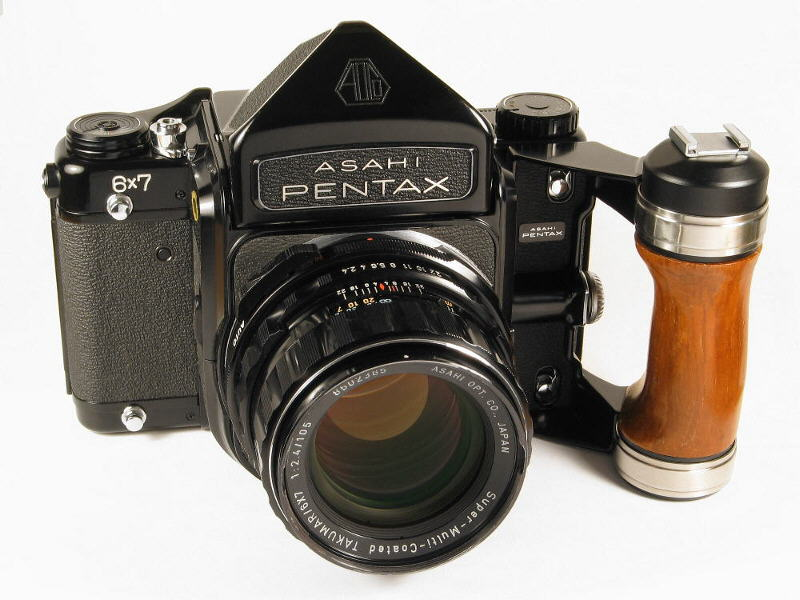
Die Pentax 6×7 war 1969 die erste Mittelformatkamera der Marke.

1952 entstand mit der Asahiflex I die erste japanische Spiegelreflexkamera. Das Nachfolgemodell, Asahiflex IIB aus dem Jahr 1954 verfügte erstmals über einen automatischen Rückschwingspiegel. 1957 führte Pentax als erstes japanisches Unternehmen in der Asahi Pentax ein fest eingebautes Pentaprisma ein, das den Lichtschachtsucher ablöste. Gleichzeitig erfolgte der Anschluss der passenden Takumar-Objektive seitdem über ein M42-Gewinde (vorher M37).
1964 präsentierte Pentax die Spotmatic, die als eine der weltweit ersten Kameras eine Belichtungsmessung durch das Objektiv (TTL) ermöglichte und so – nach der ersten Kamera überhaupt mit Innenmessung, der ebenfalls japanischen Topcon RE Super – am Markt wesentlich zum Durchbruch der Spiegelreflexkameras sowie der japanischen Kameraindustrie beitrug. Asahi Pentax konnte damit auf den Exportmärkten schnell Fuß fassen und zu einem der großen Anbieter aufsteigen. Unter den professionellen Fotografen fand die Mittelformatkamera Pentax 6×7 aus dem Jahr 1969 viel Aufmerksamkeit. Sie orientierte sich an der Konstruktion einer Kleinbild-Spiegelreflexkamera und bot einen Wechselsucher (Suchereinblick auf Augenhöhe und Belichtungsmessung nur mit dem Pentaprismen-Sucher). Zwar musste man auf ein Wechselmagazin verzichten, konnte dafür aber nahezu ebenso schnell wie mit dem Kleinbild arbeiten.
1971 führte Pentax zwei weitere Neuerungen ein: Die erste Spiegelreflexkamera mit TTL-Belichtungsautomatik (Pentax Electro Spotmatic) sowie die Mehrschichtvergütung Super Multi Coating (SMC), durch welche die Reflexion des Lichtes von vier Prozent (bei einer unvergüteten Glas-Luft-Grenzfläche) auf 0,2 Prozent reduziert wurde. So wurden Abbildungsleistung und Brillanz der Pentax-Objektive erhöht.

### K-Bajonett
Siehe Hauptartikel: K-Bajonett

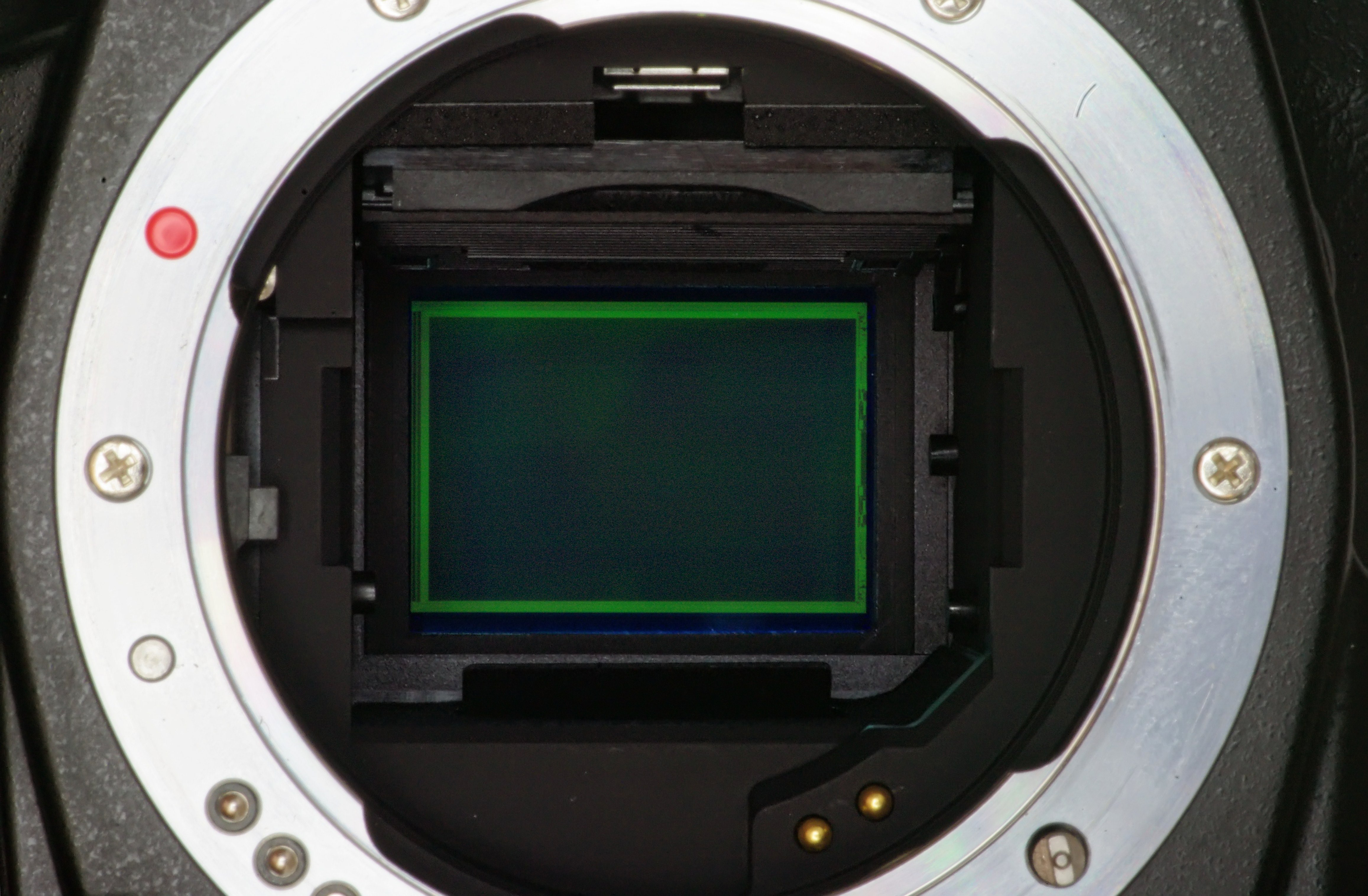
K-Bajonett an einer K-5

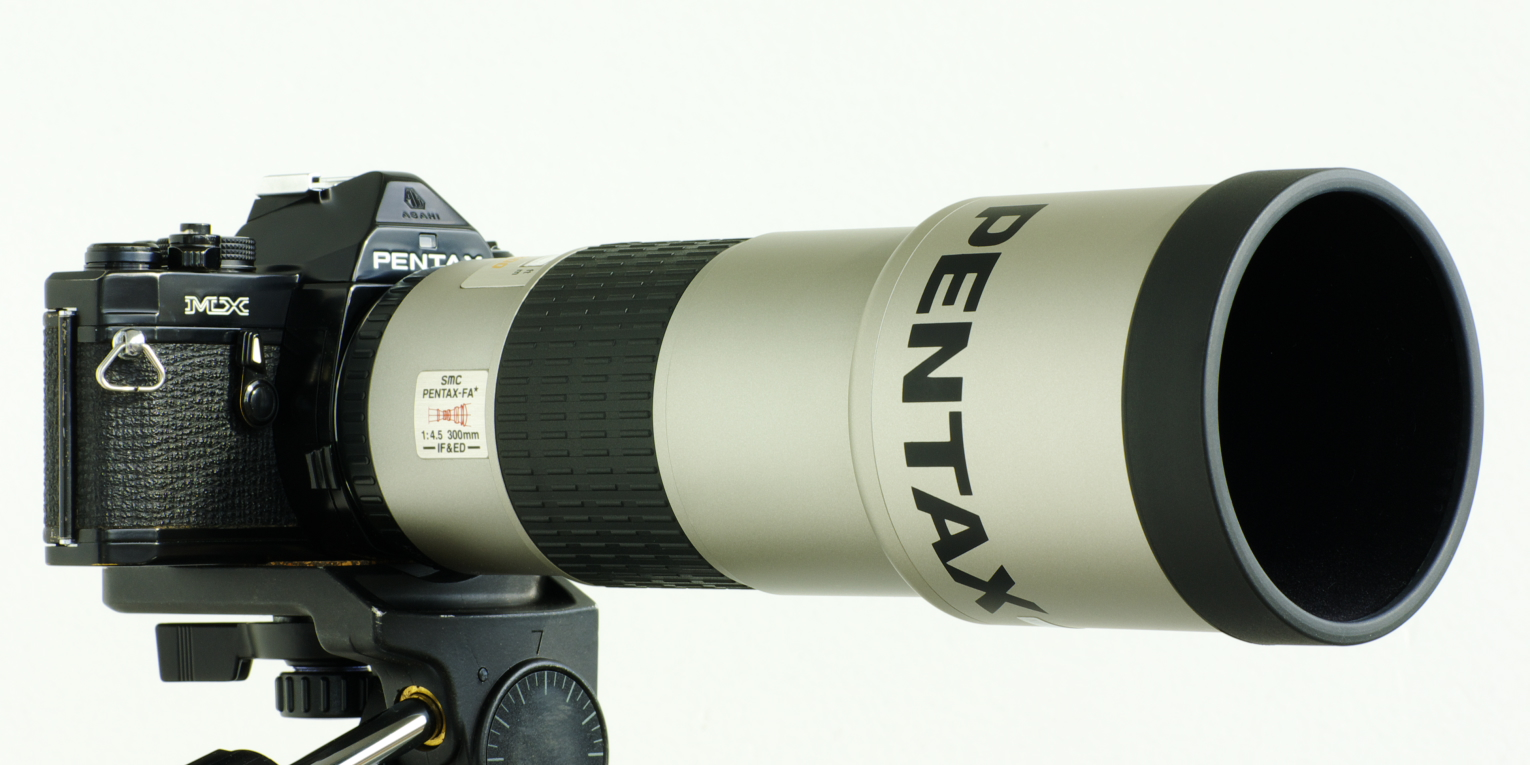
smc PENTAX-FA* 1:4,5 300 mm an einer PENTAX MX

1975 führte Pentax die Kameras K2, KM und KX und die SMC PENTAX-Objektive der K-Serie mit Objektivbajonett ein. Die ein Jahr später eingeführte, preiswerte und robuste Pentax K1000 wurde über 2,5 Millionen Mal verkauft. Sehr erfolgreich waren auch die zwischen 1976 und 1980 eingeführten Modelle MX, MV, ME und ME Super der kompakten M-Serie, zu der entsprechend kompakte SMC PENTAX-M-Objektive eingeführt wurden. Die Kombination der Zeitautomat-Kamera MV mit einem flachbauenden 40er-Objektiv galt jahrzehntelang als kleinstes und leichtestes Spiegelreflex-System im vollwertigen Kleinbildformat.
1980 führte Pentax die Kleinbild-Systemkamera mit Wechselsucher Pentax LX ein. Diese Kamera wurde bis ins Jahr 2000 hergestellt und weist als Besonderheit eine Belichtungsmessung während der Aufnahme und in der Filmebene auf. 1981 stellte Pentax mit der Pentax ME-F die erste Spiegelreflexkamera mit TTL-Autofokus vor (Die erste Kleinbild-Sucherkamera mit Autofokus stellte Konica 1977 mit der C35-AF vor). Die ME-F arbeitet mit einem System, bei dem sich der AF-Motor im Objektiv befindet (so wie heute bei Canon). Ebenfalls hochmodern war 1983 der Kleinbild-SLR-Multiautomat Pentax Super A und die zugehörigen SMC PENTAX-A-Objektive.
Das K-Bajonett kann als Nachfolger des universellen M42-Anschlusssystems bezeichnet werden; es wurde von Beginn an großzügig lizenziert, so dass es auch von zahlreichen anderen Herstellern eingesetzt wurde. Bei der Entwicklung wurde u. a. auf einfache Adaptierungsmöglichkeit für ältere Objektive mit M42-Schraubanschluss geachtet. Trotz aller Weiterentwicklungen – wie der Einführung von Kameras mit Autofokusantrieb, der elektrischen Übertragung von Objektivparametern und der Einführung von Objektiven mit Ultraschall-Autofokus – blieb das K-Bajonett weitgehend kompatibel, so dass auch älteste Objektive zumindest mit manueller Bedienung und Belichtungsmessung an aktuellen digitalen Kameramodellen betrieben werden können.
Einige Anbieter haben eigene Erweiterungen des K-Bajonetts entwickelt, die in Einzelfällen zu Inkompatibilitäten führen können. So führt der Einsatz einiger Ricoh-Objektive an Pentax-Kameras mit Autofokusantrieb zu einem Verklemmen, so dass Kamera und Objektiv nicht mehr ohne Werkzeug zu trennen sind.
Zum gehobenen Qualitätssegment der neueren Pentax SLR-Objektive gehören die besonders kompakten, teilweise handgefertigten Modellreihen FA- & DA Limited sowie die gegen Staub und Feuchtigkeit abgedichteten und mit Ultraschall-Autofokusmotor (SDM) ausgestatteten DA*/DFA*-Objektive. Die Kürzel „WR“ (weather resistant) und „AW“ (all weather) kennzeichnen ebenfalls wetterfest abgedichtete Objektive. Im Vergleich zu früheren Modellserien von Pentax sowie gegenüber den marktführenden Anbietern ist das heutige Sortiment an Wechselobjektiven für DSLR weniger breit gefächert. Dafür sind aktuelle Pentax-DSLR-Kameras mit allen älteren K-Bajonett-Objektivserien seit 1975 rückwärtskompatibel – teilweise allerdings mit Funktionseinschränkungen etwa bei Belichtungsmessung und Blendensteuerung.

### Pentax Auto 110

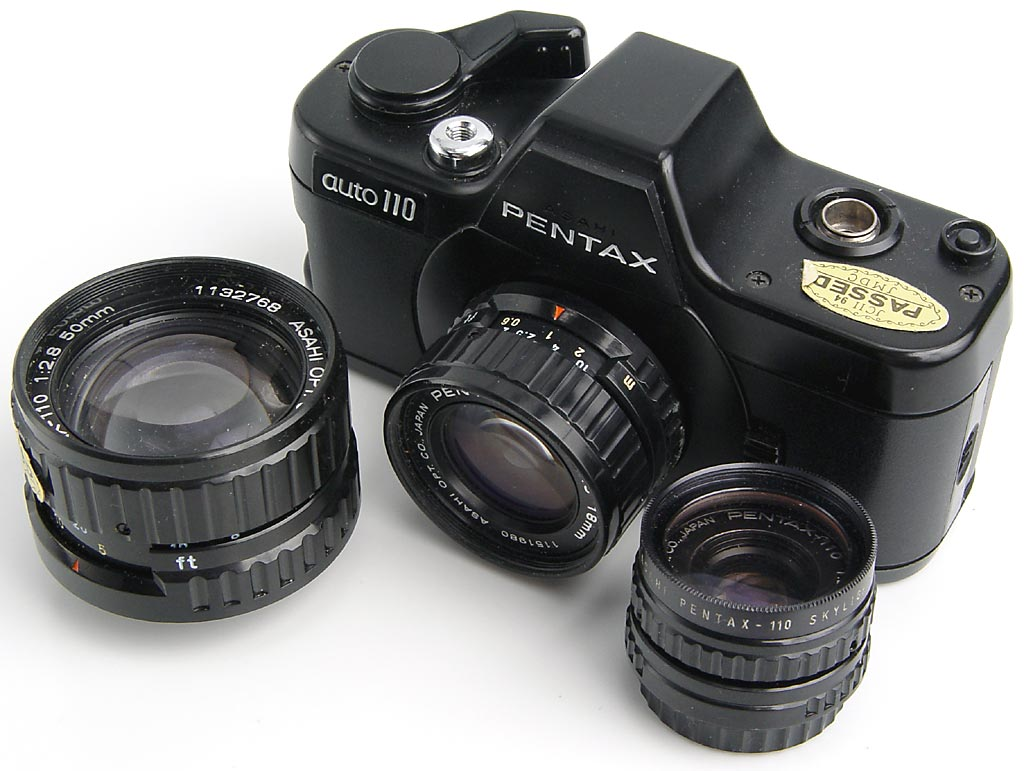
Pentax Auto 110

Im Sommer 1979 präsentierte Pentax mit der Auto 110 eine der kleinsten Spiegelreflex-Pocketkameras, die auf dem Weltmarkt jemals angeboten wurden, und die einzige mit Wechselobjektiven. Die Auto 110 wurde zunächst nur im Set mit Motorantrieb, Blitz und drei Objektiven für etwa 1000 DM geliefert, dann aber auch einzeln angeboten. Sämtliche Objektive besaßen ein Öffnungsverhältnis von 1:2,8, da die Blende im Kameragehäuse integriert war. Zu Beginn bot Pentax Objektive mit 18 mm, 24 mm und 50 mm Brennweite an, später kamen noch ein weiteres Tele-Objektiv mit 70 mm, ein Panfocus-Objektiv und das Zoom mit 20 mm bis 40 mm Brennweite hinzu. Die zu dieser Kamera passenden Filme werden seit 2012 wieder hergestellt und sind im Handel erhältlich.

### Sucherkameras
1982 präsentierte Pentax als seine erste Sucherkamera die PC 35 AF, 1986 dann nach weiteren Modellen mit fester Brennweite die Zoom 70, die zugleich die weltweit erste Kompaktkamera mit einem eingebauten Zoomobjektiv war (35 bis 70 mm Brennweite). 1990 erschien die Pentax Zoom 105 Super (38 bis 105 mm Brennweite). 1992 führte Pentax die erfolgreiche Kompaktkamera-Modellreihe Espio ein, die bis heute fortgeführt wird. Aus dieser Modellreihe stammt auch die erste Zoom-Kompaktkamera von Pentax mit einem Dreifachzoom von 38 bis 115 mm (Pentax Espio 115 von 1993).

### Autofokus-SLR

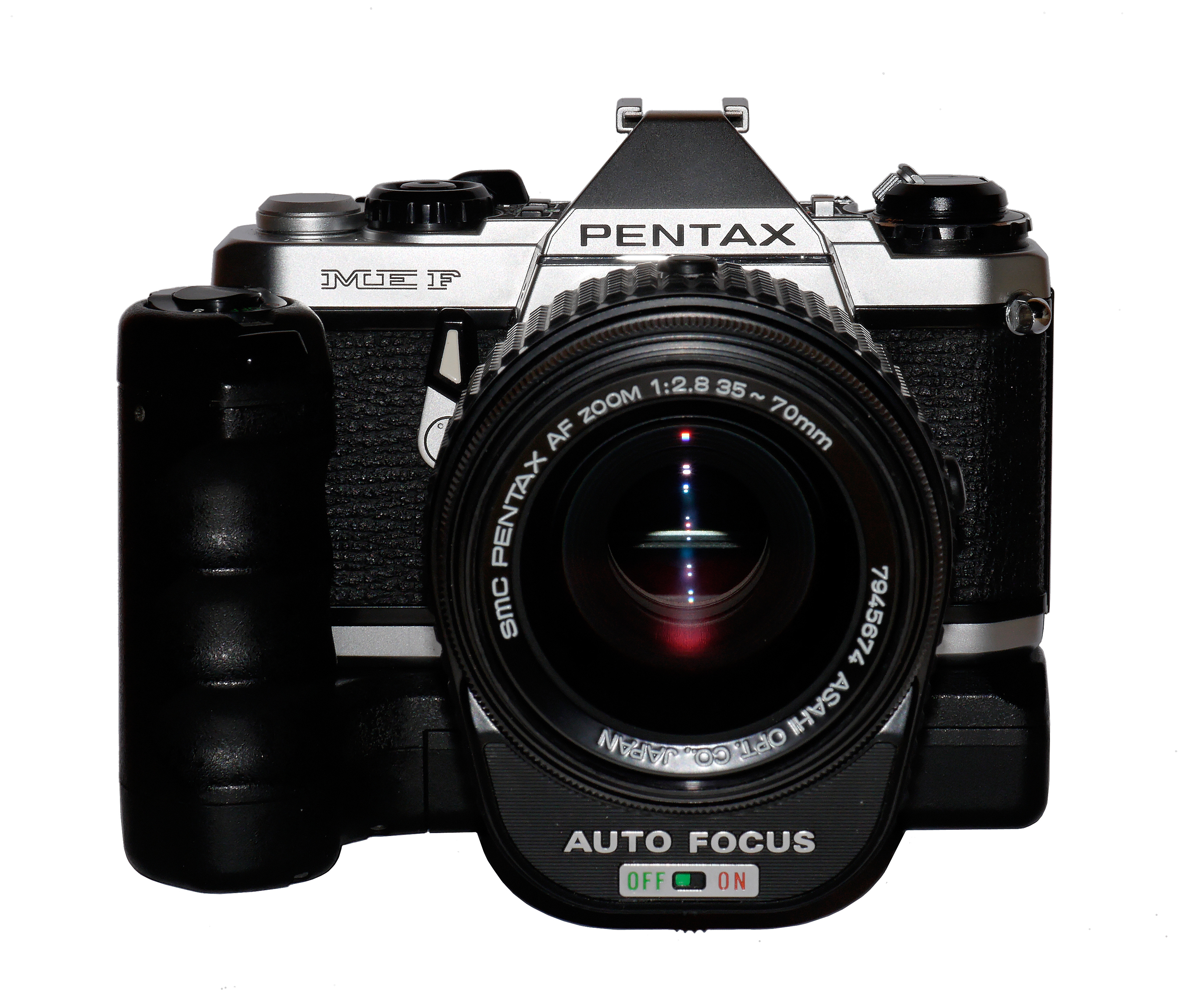
SLR Pentax ME F, 1981–1984

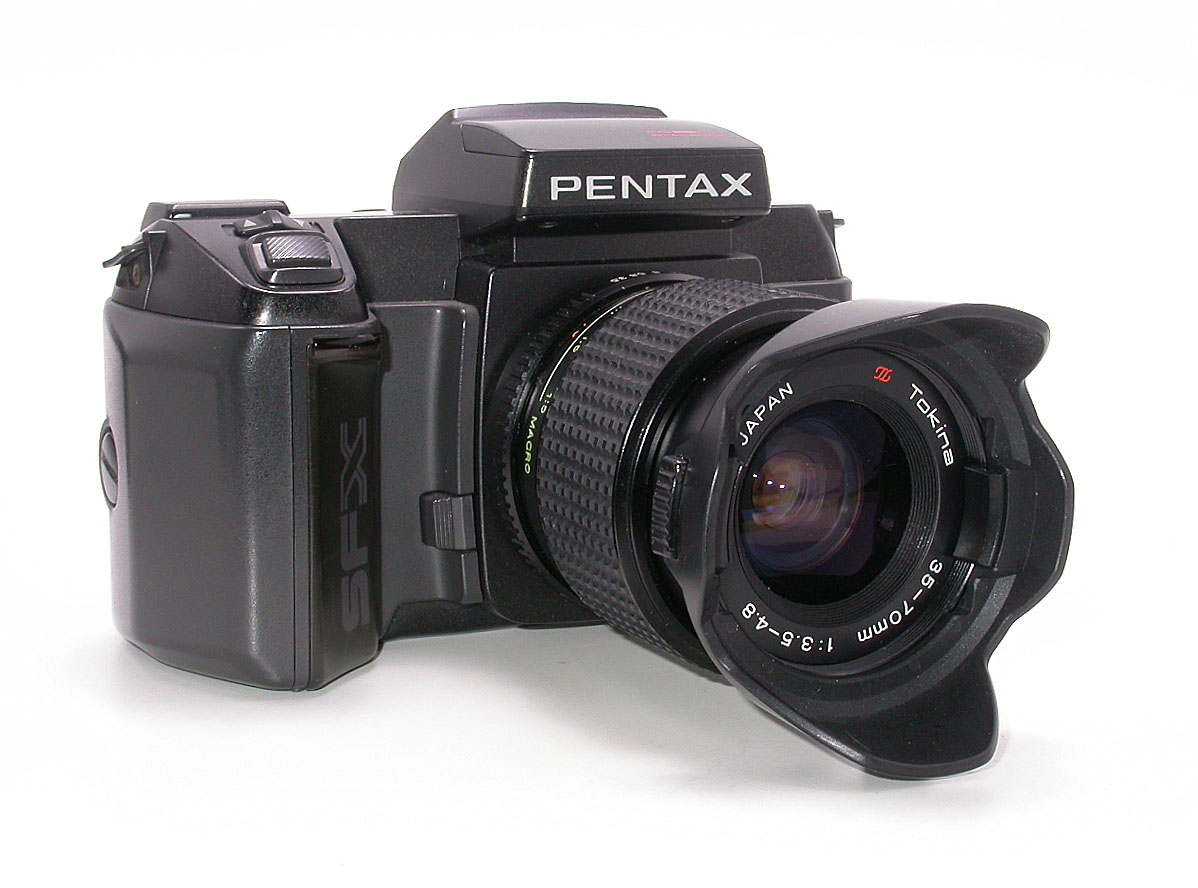
SLR Pentax SFXn, 1989–1993

1981 erschien die Pentax ME F mit Autofokusobjektiv SMC Pentax AF 35 mm – 70 mm f/2,8. Im Gegensatz zu späteren Produkten war bei diesem der Motor für die Fokussierung im Objektiv eingebaut und wurde von eigenen Batterien mit Strom versorgt. Die Regelung erfolgte jedoch durch die Kamera.
Im Spiegelreflexbereich verlor Pentax ab 1985 Marktanteile durch den Erfolg der Minolta 7000. Als Reaktion brachte Pentax ab 1987 die mäßig erfolgreichen Kameras der SF-Serie (SFX, SFX-N und SF7) mit Autofokus sowie die zugehörigen SMC PENTAX-F-Objektive. Anders als bei der ME-F befand sich der AF-Motor wie bei der Minolta 7000 in der Kamera und nicht im Objektiv. 1991 wurde die Z-Serie eingeführt; einige dazugehörige Zooms der SMC PENTAX-FA-Objektivserie verfügten über eine abschaltbare Powerzoom-Funktion. 1995 kam als erste Spiegelreflexkamera der kompakten MZ-Serie die MZ-5 mit klassischen Bedienelementen auf den Markt. 1997 erschien mit der Pentax 645N die weltweit erste Mittelformat-Spiegelreflexkamera mit automatischer Scharfstellung.

### Digitalkameras
Schon 1996 stellte Pentax das deutschsprachige Internet-Angebot und die erste Pentax-Digitalkamera vor. Relativ erfolgreich waren ab 2001 die kompakten Modelle Optio 330, 430, 450 und 550, ab 2003 die winzige Optio S und ihre Nachfolgemodelle, ab 2005 die wasserdichte Optio WP. Auch die zahlreichen späteren Modelle digitaler Kompaktkameras wurden bis 2012 unter dem Namen „Optio“ verkauft. Anfang 2013 erschien mit der MX-1 eine Premium-Kompaktkamera, die mit ihrem Gehäusedesign an klassische Spiegelreflexkameras wie die Pentax MX erinnert. Kompaktkameras werden seit 2013 nicht mehr unter dem Label Pentax angeboten, das nun vor allem den Spiegelreflexkamera-Modellen vorbehalten sein soll. Stattdessen wird meist der Markenname Ricoh in die Modellbezeichnung integriert.

#### DSLR
Die 2000 als Prototyp vorgestellte digitale Spiegelreflexkamera Pentax MZ-D mit Bildsensor in der Kleinbildformatgröße kam nicht auf den Markt. Der Prototyp ist in einem Kameramuseum in Japan ausgestellt und trägt die Bezeichnung K1-D. Die Kamera war mit einem 6-MP-Chip von Philips in der Größe von 24 mm × 36 mm geplant.
Erst 2003 folgte eine käufliche digitale Pentax-Spiegelreflexkamera (DSLR) mit Wechselobjektiven, die Pentax *ist D. Ihr Bildsensor war mit 23,5 mm × 15,7 mm deutlich kleiner als das Kleinbildformat (KB). Auch die späteren Pentax-DSLR verfügten durchweg über Sensoren mit dem Cropfaktor 1,5 in Relation zum KB-Format (vergleiche: APS-C, DX-Format). Anders als die großen Hersteller hatte Pentax lange keine DSLR mit Kleinbild-Vollformatsensor im Programm. Seit April 2016 wird die Pentax K-1 ausgeliefert. Die *ist D und ihre 2004 bis 2006 erschienenen kleineren Geschwistermodelle (Pentax *ist Ds, Pentax *ist DL, Pentax *ist DS2 und Pentax *ist DL2) zeichneten sich durch kompakte Abmessungen und ein im Vergleich zu unmittelbaren Konkurrenten relativ großes und helles Sucherbild aus. Das Modell *ist DS2 war auf dem europäischen Markt nicht erhältlich. Gleiches war für die *ist DL2 geplant, als jedoch die *ist DL zu schnell abverkauft war, wurde die *ist DL2 auch in Europa eingeführt.
Ab 2003 erschienen für digitale Spiegelreflexkameras optimierte SMC PENTAX-DA- und SMC PENTAX-DFA-Objektive. Erstere haben keinen Blendenring und leuchten den Bildkreis des Kleinbildformats nicht voll aus, wogegen letztere auch für Kleinbild-Spiegelreflexkameras geeignet sind.
2005 ging Pentax für digitale Spiegelreflexkameras eine Entwicklungskooperation mit Samsung ein. Zunächst beschränkte sich Samsung auf umgelabelte Pentax-Kameras: Die GX1S entsprach der *ist DS2 und die GX1L der *ist DL2. Dazu kamen als Schneider-Kreuznach umgelabelte Pentaxobjektive. Die Kameras und Objektive waren ab April/Mai 2006 nach und nach auf dem deutschen Markt erhältlich.
Bei der Objektiventwicklung arbeitete Pentax jahrelang mit Tokina zusammen. Die optische Konstruktion einiger Objektive wurde gemeinsam entwickelt, während die Mechanik unterschiedlich blieb und beide Hersteller an verschiedenen Standorten produzierten. Dabei wurden die Pentax-Versionen nur für das eigene Bajonett hergestellt, während Tokina ausschließlich andere Kameraanschlüsse belieferte.

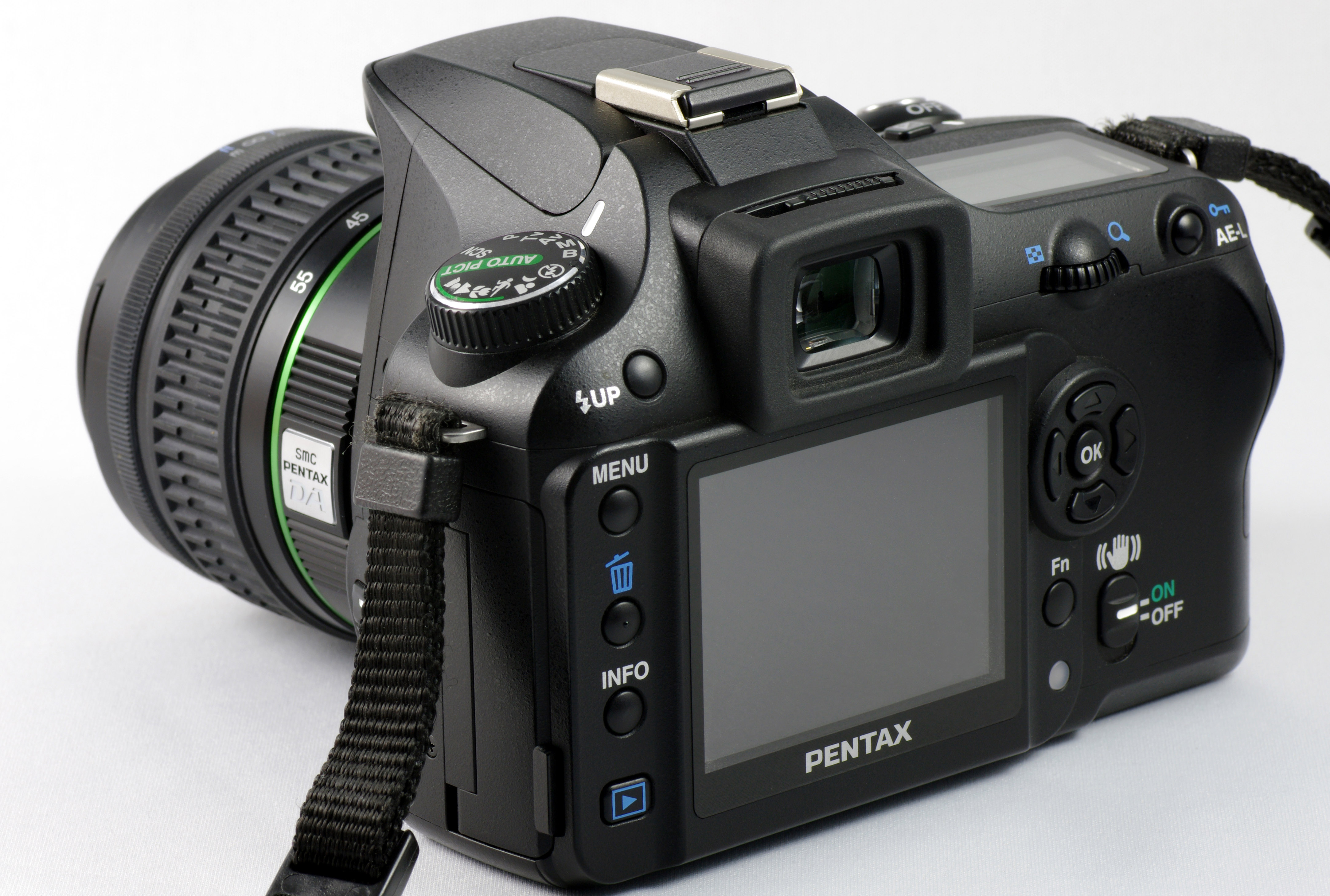
Die K100D hatte als erstes Modell eine im Gehäuse integrierte Bildstabilisation; diese konnte mit einem Schiebeschalter an der Rückseite aktiviert werden.

Mit den ab August 2006 in Deutschland erhältlichen Modellen K100D und K110D wandte sich Pentax von den Typenbezeichnungen der ersten DSLR-Serien ab. Die K100D war mit einem sogenannten Shake-Reduction-System ausgestattet, die K110D hatte dieses nicht und wurde als Einsteigermodell entsprechend günstiger angeboten. Im September 2006 wurde das Spitzenmodell K10D vorgestellt, unter anderem mit höher auflösendem Bildsensor, Bildstabilisator und mit verbessertem Schutz vor Staub und Feuchtigkeit. Das Bajonett der K10D wurde um die Möglichkeit erweitert, Objektive mit einem eigenen Ultraschall-Autofokusantrieb anzusteuern, die im August 2007 auf den Markt kamen. Diese Erweiterung bestand aus einem Stromkontakt im unteren Teil des Gehäuses, welcher der K10D ermöglichte, auch wieder mit den Powerzooms der 1990er-Jahre zu arbeiten, zumindest in deren Grundfunktionen. Die SDM-Objektive der Reihe DA* sind, ebenso wie die K10D, durch aufwendige Dichtungen spritzwasser- und staubgeschützt. Im Juni 2007 wurde die K100D Super vorgestellt. Diese war weitgehend mit der K100D identisch, bot jedoch zwei Neuerungen: eine Sensorreinigung sowie die Unterstützung des Ultraschall-Fokusmotors der SDM-Objektive von Pentax.
Besonders durch den Erfolg der K10D fand Pentax wieder mehr Beachtung in der Fachwelt und bei den Konsumenten. Mit einem Marktanteil von 4,7 Prozent bei digitalen Spiegelreflexkameras lag Pentax Ende 2006 in diesem Marktsegment hinter den beiden Marktführern Canon und Nikon in Japan auf dem dritten Platz.
Im Jahr 2008 ergänzte Pentax seine Produktpalette um drei weitere digitale Spiegelreflex-Kameras. Im Frühjahr 2008 erschienen die K20D als Nachfolgerin der K10D sowie die K200D als Nachfolgerin der K100D, K110 und K100D Super. Im Herbst wurde das Sortiment um ein Einsteigermodell ergänzt, die K-m. Diese Kamera wurde in Nordamerika baugleich als Pentax K2000 verkauft.

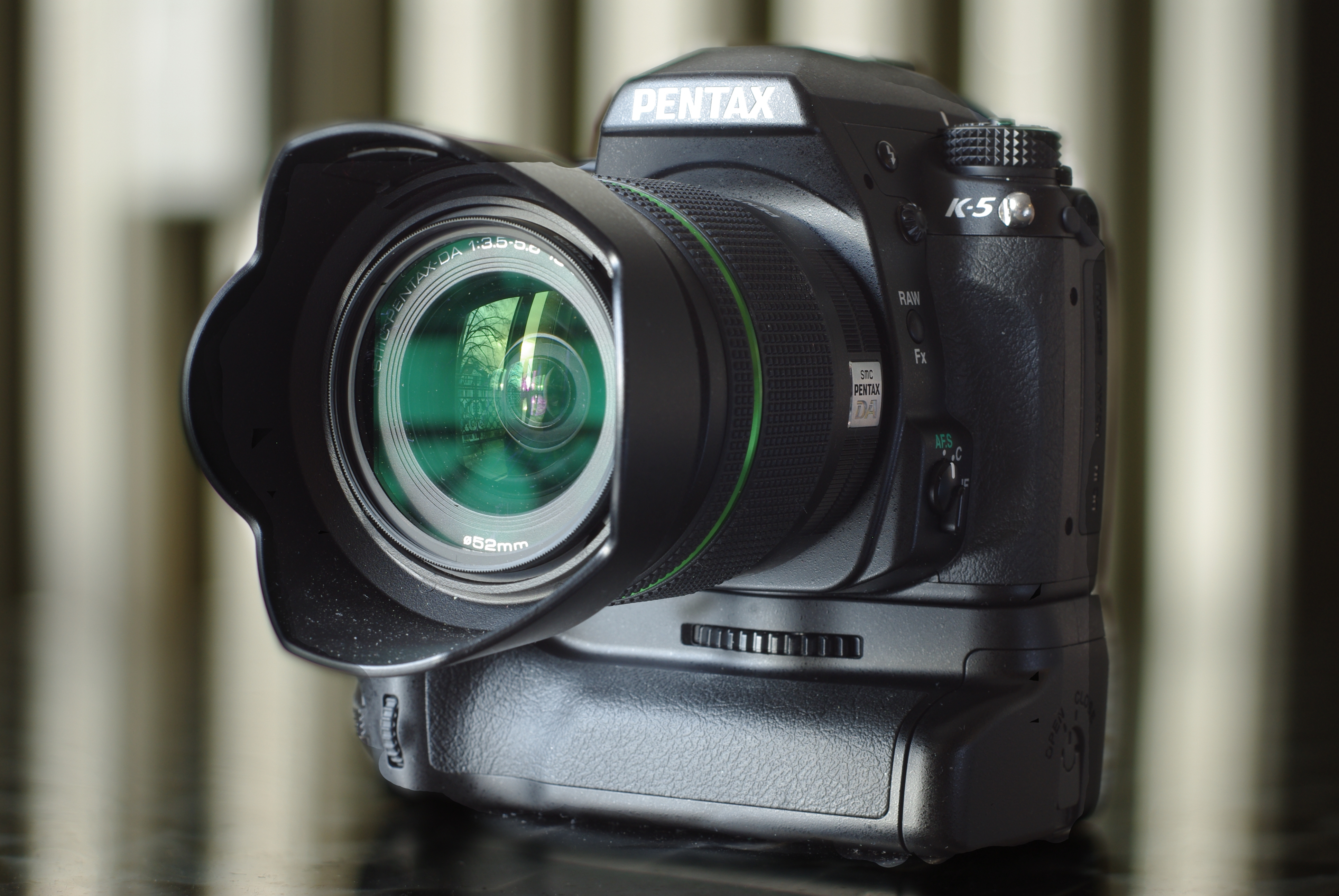
Pentax K-5 mit Batteriegriff D-BG 4 und 18-55 mm WR

Im Mai 2009 erschien als damaliges DSLR-Spitzenmodell die K-7 mit einem kantigeren Design im Vergleich zur Vorgängerin K20D, die aber schon den gleichen, zusammen mit Samsung entwickelten Bildsensor hatte. Das Nachfolgemodell K-5 ist seit Oktober 2010 erhältlich. Es hat das identische, abgedichtete Gehäuse aus einer Magnesiumlegierung, aber unter anderem einen neuen Sensor von Sony – verbunden mit höherer Lichtempfindlichkeit und effektiverer Rauschunterdrückung – sowie eine verbesserte Autofokusfunktion. Als gehobene Einsteiger-DSLR wurde im September 2009 die K-x eingeführt, ergänzt um die K-r im Oktober des Folgejahres und die funktional stark aufgewertete K-30 im Jahr 2012 und ein Jahr später die technisch nahezu identischen K-50 und K-500 mit verändertem Gehäusedesign. Die im September 2012 vorgestellten Modelle Pentax K-5 II und K-5 IIs wurden als Nachfolger der K-5 platziert. Beide weisen Optimierungen am Autofokus auf und haben ein modifiziertes rückwärtiges Display. Der K-5 IIs fehlt zudem ein Tiefpassfilter vor dem Sensor, was die Detailauflösung erhöhen, allerdings auch die Anfälligkeit für den sogenannten Moiré-Effekt in bestimmten Motivsituationen verstärken kann.
Als neues Spitzenmodell im APS-C-Bereich stellte das Unternehmen Ricoh im Oktober 2013 die Pentax K-3 vor. Diese verfügt über einen 24-MP-Sensor ohne Tiefpassfilter, wobei durch Mikroschwingungen des beweglichen Sensors bei kritischen Aufnahmesituationen ein entsprechender Filterschutz simuliert werden können soll (Funktion zu- und abschaltbar). Im August 2014 wurde ein neues, besonders kleines, leichtes und recht auffällig gestaltetes DSLR-Einsteigermodell angekündigt. Die Pentax K-S1 weist einen 20-MP-Sensor auf und hat – wie die K-3 – keinen Tiefpassfilter vor dem Bildsensor, aber eine Tiefpassfilter-Simulation durch einen schwingbaren Sensor. Trotz der geringen Abmessungen ist ein Pentaprismensucher mit 100%-Bildfeld verbaut. Das Bedienkonzept wurde überarbeitet und soll weniger menülastig sein, sondern über ein zentrales Daumensteuerrad und Bildschirmanzeigen geschehen.
Als erste Kamera der Firma im Kleinbildformat (24 × 36 mm) stellte Pentax im Herbst 2015 die Pentax K-1 vor, sie wird seit Ende April 2016 ausgeliefert. Die Kamera hat einen 36-MP-Sensor, eingebautes GPS, Wlan und ein Schwenkdisplay.
Im Sommer folgte die APS-C Kamera Pentax K-70 als Nachfolger der K-50.
Im Jahr 2017 kam die Pentax KP in den Handel. Sie verfügt ebenfalls über den 24-MP-Sensor ohne Tiefpassfilter mit der zuschaltbaren Filtersimulation wie die Pentax K-3, außerdem über ein kippbares Display.
Im März 2021 wurde die Pentax K-3 III vorgestellt. Sie wurde gegenüber den Vorgängermodellen der K-3-Reihe weiter verbessert und hat einen 25,7-MP-Sensor. Darauf basierend erschien im April 2023 als Pentax K-3 III Monochrome ein ausschließlich für die Schwarz-Weiß-Fotografie konstruiertes Modell.

#### Digitale Mittelformatkameras
2010 knüpfte die Pentax 645D als erste digitale Mittelformatkamera von Pentax an die eigene Tradition im Bereich des Mittelformates an. Zunächst war die in erster Linie für professionelle Studio-, Landschafts- und Architekturfotografen gedachte 40-Megapixel-Kamera ausschließlich auf dem japanischen Markt verfügbar, seit Anfang 2011 auch in den USA und Europa. Wie bei den anderen digitalen Pentax-Spiegelreflexkameras, ist auch die 645D zu vorhandenen Objektiven ihrer filmbasierten Vorgänger aus der 645er-Serie weitgehend kompatibel. Allerdings handelt es sich beim Bildkreis um einen Crop (Ausschnitt) im Verhältnis zu den analogen Mittelformaten, da der Sensor lediglich ein Aufnahmeformat von 44 mm × 33 mm abdeckt (gegenüber nominal 60 mm × 45 mm bzw. 60 mm × 70 mm). Im Vergleich zum sogenannten (KB-)Vollformat (24 mm × 36 mm) ist die Aufnahmefläche der Pentax 645D dagegen um das ca. 1,7-fache größer. Im April 2014 stellte Ricoh Imaging ein hinsichtlich Auflösung, Lichtempfindlichkeit und weiteren Merkmalen verbessertes Schwestermodell vor: die Pentax 645Z. Diese verfügt über einen CMOS-Sensor mit rund 51 Megapixeln und ohne Anti-Aliasing-Filter, ein neues Autofokus-System SAFOX 11 und Live-View samt Videofunktion in Full-HD. Der Bildprozessor PRIME III, das Autofocus-Modul und die Belichtungsmessung mit einem 86.000 Pixel umfassenden RGB Sensor sind identisch zu den in der K-3 verbauten Modulen, die Empfindlichkeit erreicht 204.800 ISO. Die 645Z hat ebenfalls ein gegen Staub und Feuchtigkeit abgedichtetes Gehäuse.

#### Spiegellose Systemkameras

##### Pentax Q

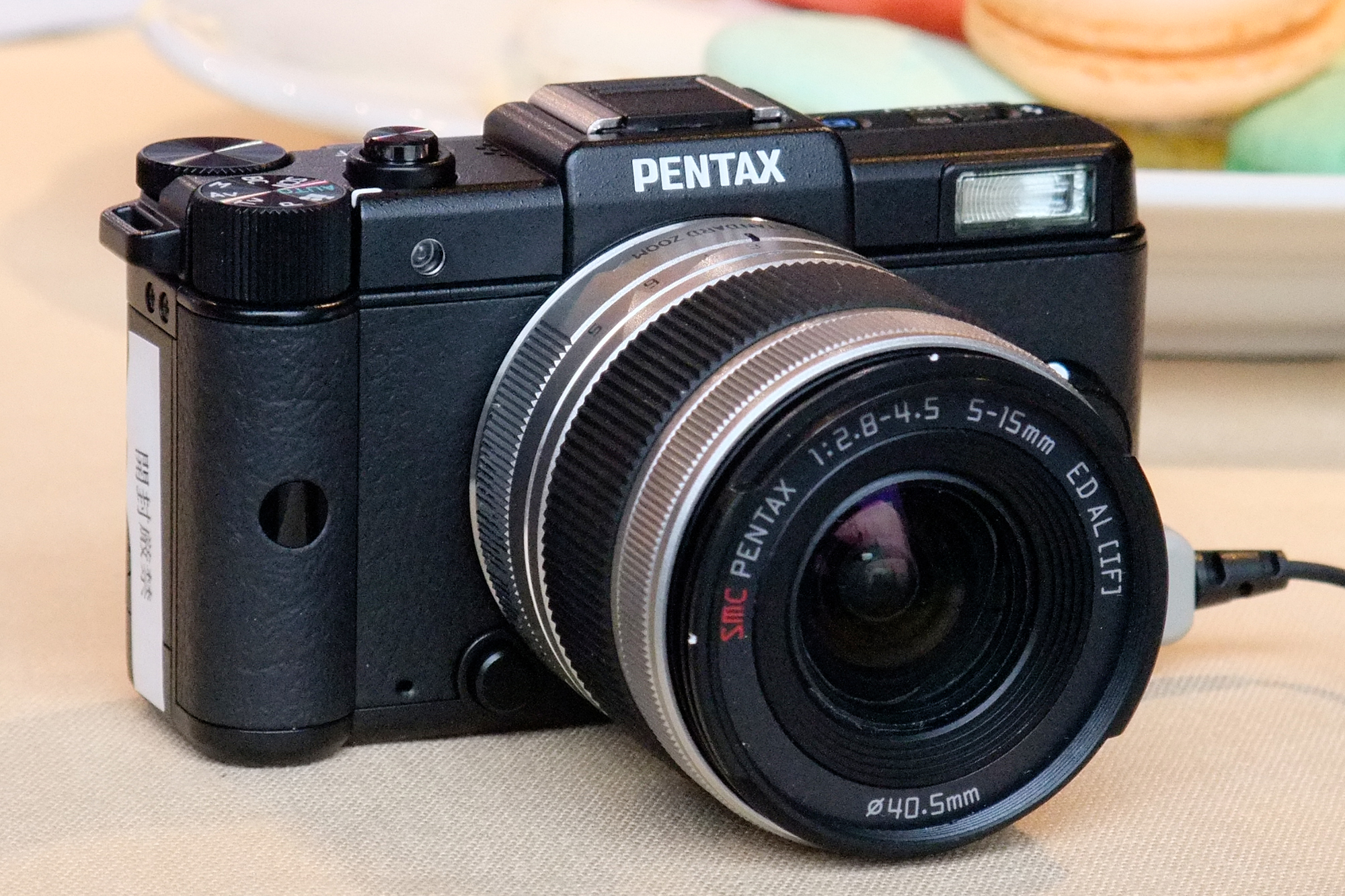
Pentax Q

Mit der Pentax Q kündigte man im Juni 2011 eine spiegellose kompakte Digitalkamera mit Wechselobjektiven an (diese Gerätegattung wird auch mit dem Begriff „spiegellose Systemkamera“ oder dem Kürzel „DSLM“ = Digital Single Lens Mirrorless bezeichnet). Sie hat mit dem sogenannten Q-Bajonett einen neuen Objektivanschluss, an den nur für den viel kleineren Bildkreis und Sensor der Kamera neu konstruierte Kompaktobjektive passen. Ein Objektivadapter ermöglicht aber den Anschluss von Pentax-K-Objektiven, auch Adapter für zahlreiche Fremdobjektive werden mittlerweile von unterschiedlichen Herstellern angeboten.
Der CMOS-Bildsensor Der Pentax Q misst 6,2 × 4,6 mm und ist mit rund 28 mm² deutlich kleiner als der von um diese Zeit erschienenen kompakten Systemkameras anderer Hersteller. Der Cropfaktor gegenüber dem KB-Format beträgt 5,53. Der Sensor hat rund 12 Megapixel Auflösung und wird von seiner Rückseite her belichtet, was sich laut Hersteller positiv auf Lichtempfindlichkeit, Rauschreduzierung und Bildverarbeitungsgeschwindigkeit auswirkt. Die Pentax Q und ihre Folgemodelle besitzen außerdem einen Sensorshift-Bildstabilisator.
Im September 2012 wurde das Nachfolgemodell Pentax Q10 angekündigt. Knapp ein Jahr später kam die Pentax Q7 mit minimal größerem Bildsensor (1/1,7 Zoll; 7,6 × 5,7 mm; Cropfaktor 4,6) heraus, und 2014 wurde die Pentax Q-S1 mit verändertem Gehäusedesign vorgestellt, die über einen kontinuierlichen (nachführenden) Autofokus während Videoaufnahmen verfügt.

##### Pentax K-01

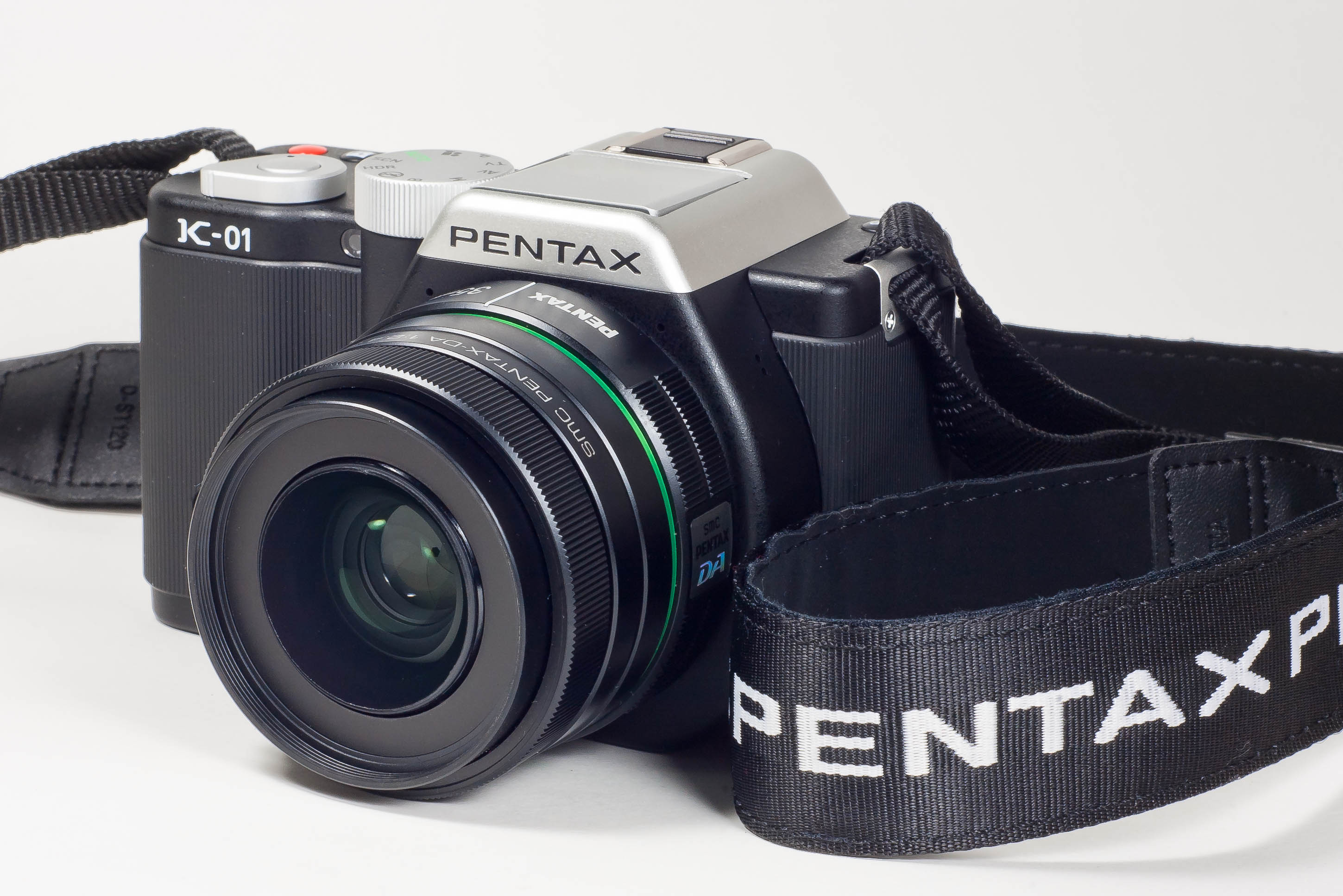
Spiegellose Pentax K-01 in Schwarz mit Wechseloptik DA 35 mm 1:2,4 AL

Im Februar 2012 machte Pentax das Erscheinen einer weiteren DSLM bekannt. Die von März 2012 bis Ende 2013 angebotene Pentax K-01 hat einen 16-Megapixel-Sensor im APS-C-Format und ein K-Bajonett, so dass sie mit allen Pentax KA-Bajonett-Objektiven unmittelbar kompatibel ist. Aufgrund dieser Eigenschaften ist sie allerdings auch weniger kompakt und wiegt inklusive Akku und Speicherkarte 560 Gramm – trotz Fehlens eines optischen Suchers und des Klappspiegels kaum weniger als eine Einsteiger-DSLR wie die K-x. Die K-01 wurde unter anderem im Set mit einem „Pancake“-Objektiv (DA 40 mm/f2,8 XS) angeboten, das mit 9,2 mm Länge extrem flach gebaut war.

## Übersicht von Produkten und Modellreihen

### Digitalkameras
| Digitale Kompaktkameras | Digitale Kompaktkameras (Fortsetzung; ohne „Ricoh“) | Digitale Bridgekameras sowie spiegellose Systemkameras (DSLM) | Digitale Spiegelreflexkameras | Digitale Mittelformatkameras                                             |
| --- | --- | --- | --- | ------------------------------------------------------------------------ |
| - EI-L90 - EI-100 - EI-200 Pentax-Optio-Serie (2001–2012): - Optio 30 - Optio 33L - Optio 33LF - Optio 33WR - Optio 43WR - Optio 50 - Optio 50L - Optio 60 - Optio 230 - Optio 330 - Optio 330GS - Optio 330RS - Optio 430 - Optio 430RS - Optio 450 - Optio 550 - Optio 555 - Optio 750Z - Optio A10 - Optio A20 - Optio A30 - Optio A40 - Optio E10 - Optio E20 - Optio E30 - Optio E40 - Optio E50 - Optio E60 - Optio E65 - Optio E70 - Optio E70L - Optio E80 - Optio E85 - Optio E90 - Optio H90 - Optio I-10 - Optio L20 - Optio L40 - Optio LS465 - Optio M10 - Optio M20 - Optio M30 - Optio M40 - Optio M50 - Optio M60 - Optio M85 - Optio M90 - Optio MX - Optio MX4 | - Optio P70 - Optio P80 - Optio RS1000 – Chameleon - Optio RS1500 - Optio RS1500 DC Comics - Optio RZ10 - Optio RZ18 - Optio S - Optio S1 - Optio S4 - Optio S4i - Optio S5i - Optio S5n - Optio S5z - Optio S6 - Optio S7 - Optio S10 - Optio S12 - Optio S30 - Optio S40 - Optio S45 - Optio S50 - Optio S55 - Optio S60 - Optio SV - Optio SVi - Optio T10 - Optio T20 - Optio T30 - Optio V10 - Optio V20 - Optio VS20 - Optio WG-1 - Optio WG-1 GPS - Optio WG-2 - Optio WG-2 GPS - Optio WP - Optio WPi - Optio W10 - Optio W20 - Optio W30 - Optio W60 - Optio W80 - Optio W90 - Optio WS80 - Optio X - Optio Z10 - WG-3 - WG-3 GPS - WG-10 - MX-1 - Pentax Efina | Bridgekameras: - Pentax EI-2000 (2000) - Pentax X70 - Pentax X90 - Pentax X-5 - Pentax XG-1 Spiegellose Systemkameras (DSLM): - Pentax Q (seit Herbst 2011) - Pentax K-01 (2012–2013) - Pentax Q10 (vorgestellt im September 2012) - Pentax Q7 (vorgestellt im Juni 2013) - Pentax Q-S1 (vorgestellt im August 2014) | - Pentax *ist D (2003–2006) - Pentax *ist Ds (2004–2006) - Pentax *ist DL (2005–2006) - Pentax *ist DS2 (2005–2006) - Pentax *ist DL2 (2006) - Pentax K100D (2006–2007) - Pentax K110D (2006–2007) - Pentax K10D (2006–2008) - Pentax K100D Super (2007–2008) - Pentax K20D (2008–2009) - Pentax K200D (2008–2009) - Pentax K-m / K2000 (2008–2009) - Pentax K-7 (2009–2010) - Pentax K-x (2009–2011) - Pentax K-r (2010–2012) - Pentax K-5 (2010–2012) - Pentax K-30 (2012–2013) - Pentax K-5 II / K-5 IIs (seit Oktober 2012) - Pentax K-50 (seit Juli 2013) - Pentax K-500 (seit Juli 2013) - Pentax K-3 (seit November 2013) - Pentax K-S1 (vorgestellt im August 2014) - Pentax K-S2 (vorgestellt im Februar 2015) - Pentax K-3 II (Markteinführung in Deutschland im Mai 2015) - Pentax K-1 (Vollformat; im Februar 2016 vorgestellt, Markteinführung April 2016) - Pentax K-70 (APSC-Kamera; im Mai 2016 vorgestellt, Markteinführung Juli 2016) - Pentax KP (APSC-Kamera; im Januar 2017 vorgestellt, Markteinführung Februar 2017) - Pentax K-1 II (Vollformat; im Februar 2018 angekündigt) - Pentax K-3 III (vorgestellt im März 2021) - Pentax K-3 III Monochrome (Markteinführung April 2023) | - Pentax 645D (seit Juni 2010) - Pentax 645Z (vorgestellt im April 2014) |

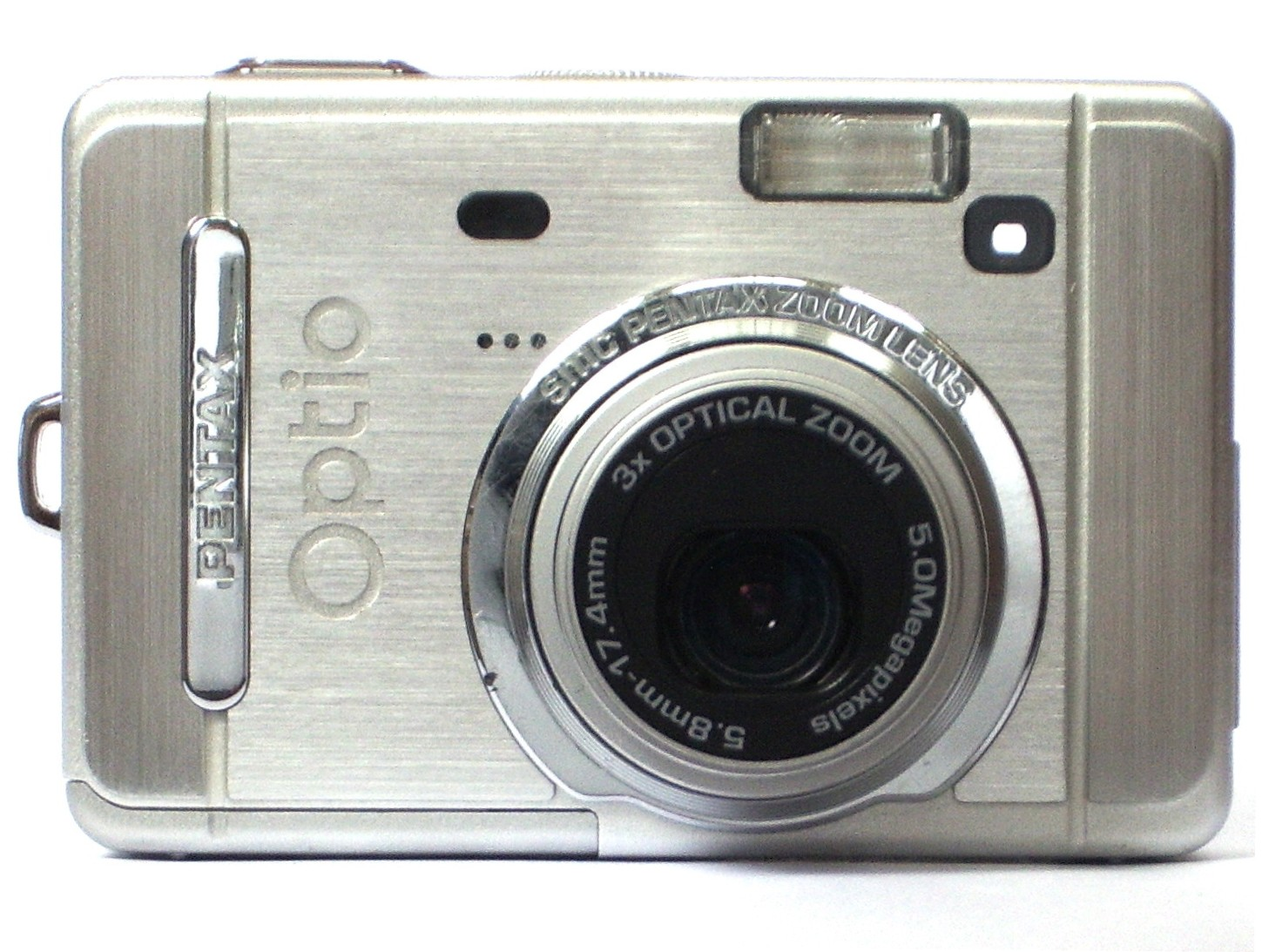
Pentax Optio S50
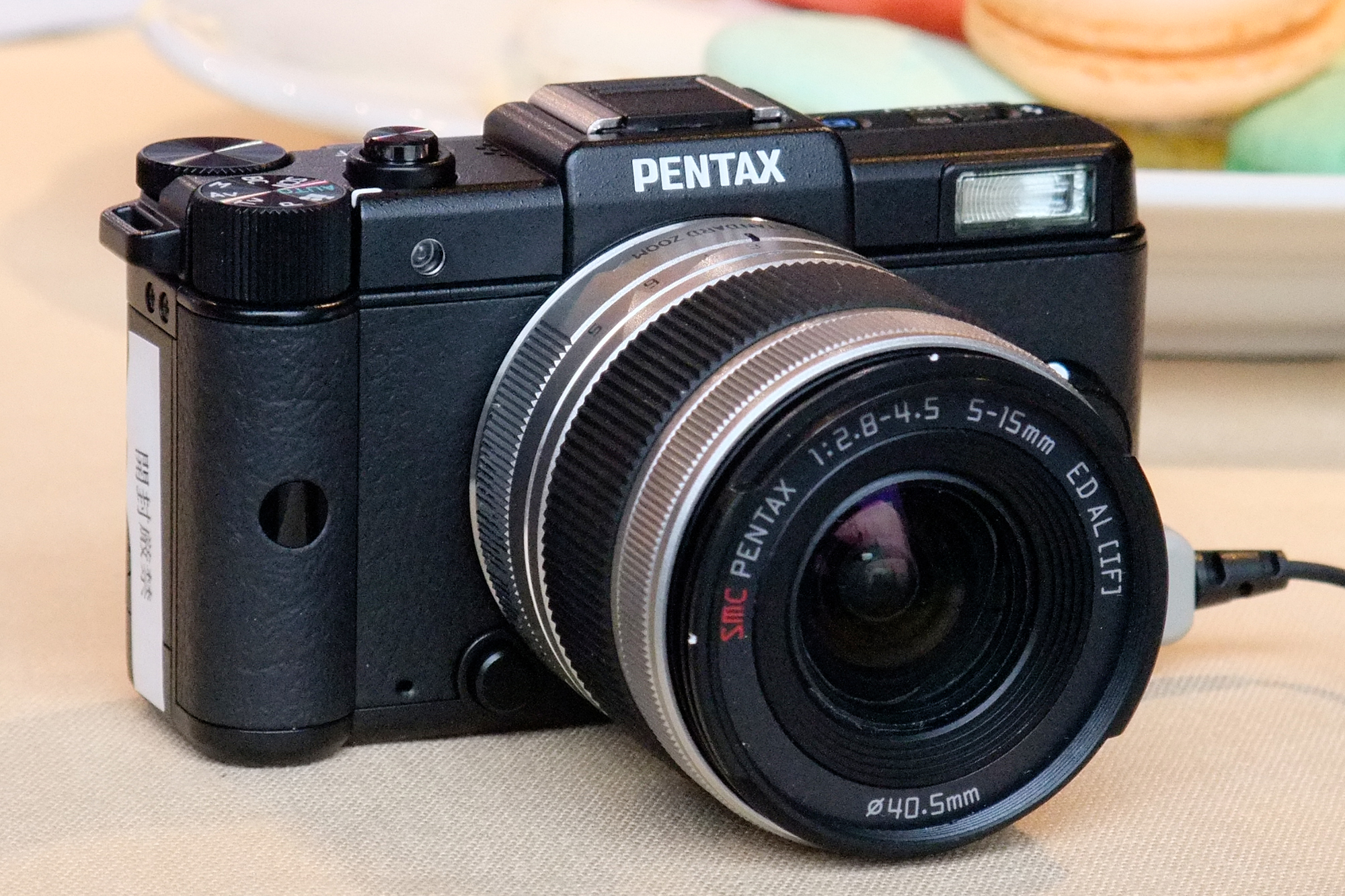
Pentax Q mit Zoomobjektiv smc 5–15 mm 1:2,8–4,5 ED AL [IF]
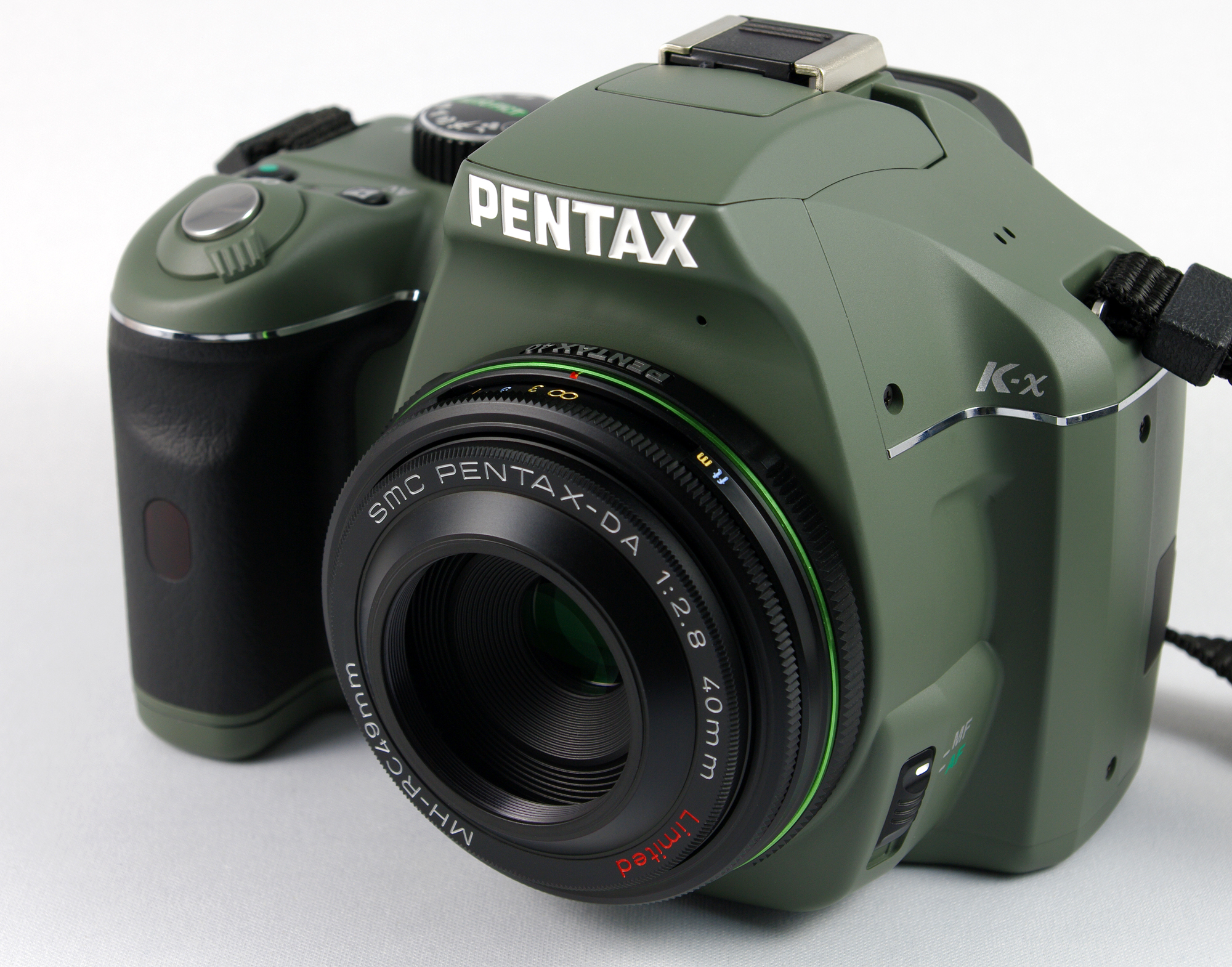
Pentax K-x in Olivgrün mit DA 40 Limited
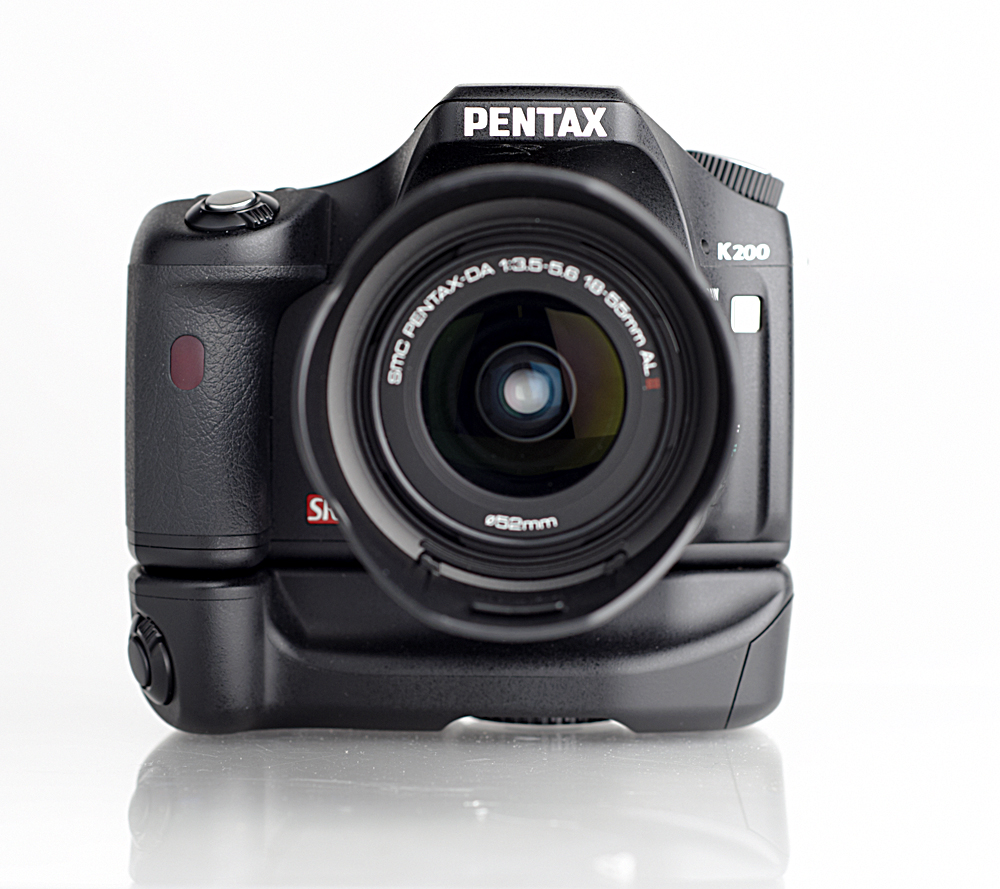
Pentax K200D mit Batteriegriff D-BG3 und DA 18–55 mm 1:3,5–5,6 AL II
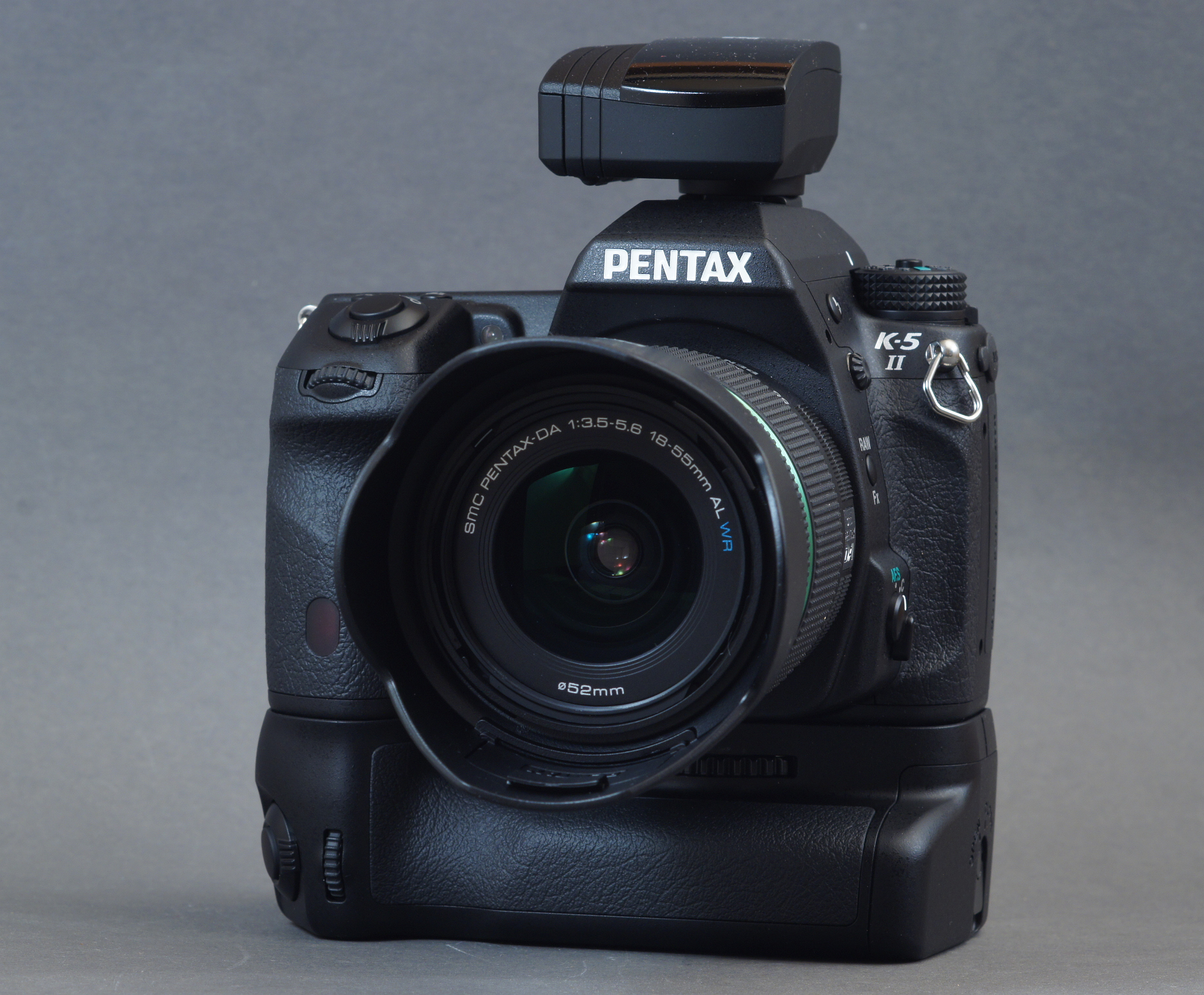
Pentax K-5 II mit DA 3.5–5.6/18–55 WR, Batteriegriff D BG-4, GPS-Modul O-GPS1

### Kameras für Mittelformat- und Kleinbildfilm
| Kompaktkameras | Spiegelreflexkameras mit Schraubanschluss | Spiegelreflexkameras mit Bajonett | Mittelformatkameras |
| --- | --- | --- | --- |
| Pentax-Espio-Serie (Sucherkamera; in Nordamerika „Pentax IQ-Zoom“ genannt): - Espio 24EW - Espio 60S/60V - Espio 70/70E - Espio 80/80E - Espio 90MC - Espio 105G/105Mi/105S/105SW/105WR - Espio 110 - Espio 115/115G/115M - Espio 120SW/120SW II - Espio 130M - Espio 135M - Espio 140/140M/140V - Espio 145M Super - Espio 150SL - Espio 160 - Espio 170SL - Espio 200 - Espio 628 - Espio 738/738G/738S - Espio 838/838G/838S - Espio 928/928M - Espio Junior - Espio Mini - Espio P - Espio W Pentax-PC-Serie: - PC 30 - PC 33 - PC 35AF/35AFM/35R - PC 50 - PC 55 - PC 100 - PC 300 - PC 303 - PC 313 - PC 330 - PC 333 - PC 500 - PC 505 - PC 550 - PC 555 - PC 606 W - PC 700 Pentax-Zoom-Serie: - Zoom 105R/105 Super - Zoom 280P - Zoom 60/60X - Zoom 70/70R/70S/70X - Zoom 90/90R/90WR | M37-Objektiv-Schraubanschluss: - Asahiflex I (1952–1953) - Asahiflex IA (1953–1954) - Asahiflex IIB (1954–1957) - Asahiflex IIA (1955–1957) M42-Objektiv-Schraubanschluss: - Asahi Pentax (1957–1958) - Asahi Pentax S (1958–1959) - Asahi Pentax K (1958–1959) - Asahi Pentax S2/H2 (1959–1963) - Asahi Pentax S3 (1961–1969) - Asahi Pentax S1 (1961–1963) - Asahi Pentax S2 super (1962–1968) - Asahi Pentax SV (1962–1968) - Asahi Pentax S1a (1962–1968) - Asahi Pentax Spotmatic SP (1964–1974) - Asahi Pentax Spotmatic SL (1968–1974) - Asahi Pentax Spotmatic II / SP II (1971–1973) - Asahi Pentax Spotmatic IIa / SP IIa (1971–1973) - Asahi Pentax SP 500 (1971–1974) - Asahi Pentax Electro Spotmatic ES (1971–1973) - Asahi Pentax Electro ES II (1973–1975) - Asahi Pentax Spotmatic F / SP F (1973–1976) - Asahi Pentax SP 1000 (1974–1977) | Pentax-110-Bajonett: - Pentax Auto 110 (1979–1982) - Pentax Auto 110 Super (1982-?) Pentax-K-Bajonett: - Pentax K2 (1975–1980) - Pentax KX (1975–1977) - Pentax KM (1975–1977) - Pentax K1000 (1976–1997) - Pentax K2DMD (1976–1980) - Pentax MX (1976–1985) - Pentax ME (1976–1981) - Pentax ME Super (1980–1986) - Pentax MV (1979–1982) - Pentax MV1 (1979–1982) - Pentax LX (1980–2001) - Pentax MG (1982–1985) - Pentax ME F (1981–1984) (eigentlich Pentax-KF-Bajonett) Pentax-KA-Bajonett: - Pentax Super A (1983–1985) - Pentax Program A (1984–1988) - Pentax A3 (1984–1985) - Pentax P30 (1985–1988) - Pentax P50 (1986–1989) - Pentax P30n (1988–1990) - Pentax P30T (1990–1997) - Pentax MZ-M (1997–2005) (eigentlich Pentax-KA2-Bajonett) Pentax-KAF-Bajonett: - Pentax SFX (1987–1989) - Pentax SF7 (1988–1993) - Pentax SFXn (1989–1993) - Pentax MZ-7 (1999–2001) - Pentax MZ-6 (2001–2005) - Pentax MZ-30 (1999–2005) - Pentax MZ-50 (1997–2001) - Pentax MZ-60 (2002–2005) Pentax-KAF2-Bajonett: - Pentax Z-1 (1991–1995) - Pentax Z-5 (1994–1995) - Pentax Z-5P (1995–1995) - Pentax Z-10 (1991–1995) - Pentax Z-20 (1993–1995) - Pentax Z-50P (1993–1995) - Pentax Z-70 (1995–1997) - Pentax Z-1P (1994–2000) - Pentax MZ-10 (1996–2001) - Pentax MZ-5 (1996–2001) - Pentax MZ-5N (1997–2005) - Pentax MZ-3 (1997–2005) - Pentax MZ-S (2001–2005) | - Pentax 6×7 (ab 1969; 60 mm ×70 mm) - Pentax 645 (ab 1984; 60 mm ×45 mm) - Pentax 67 (ab 1989; 60 mm ×70 mm) - Pentax 645 N (ab 1997; 60 mm ×45 mm) - Pentax 67 II (ab 1998; 60 mm ×70 mm) - Pentax 645 NII (ab 2001; 60 mm ×45 mm) |

### Objektive

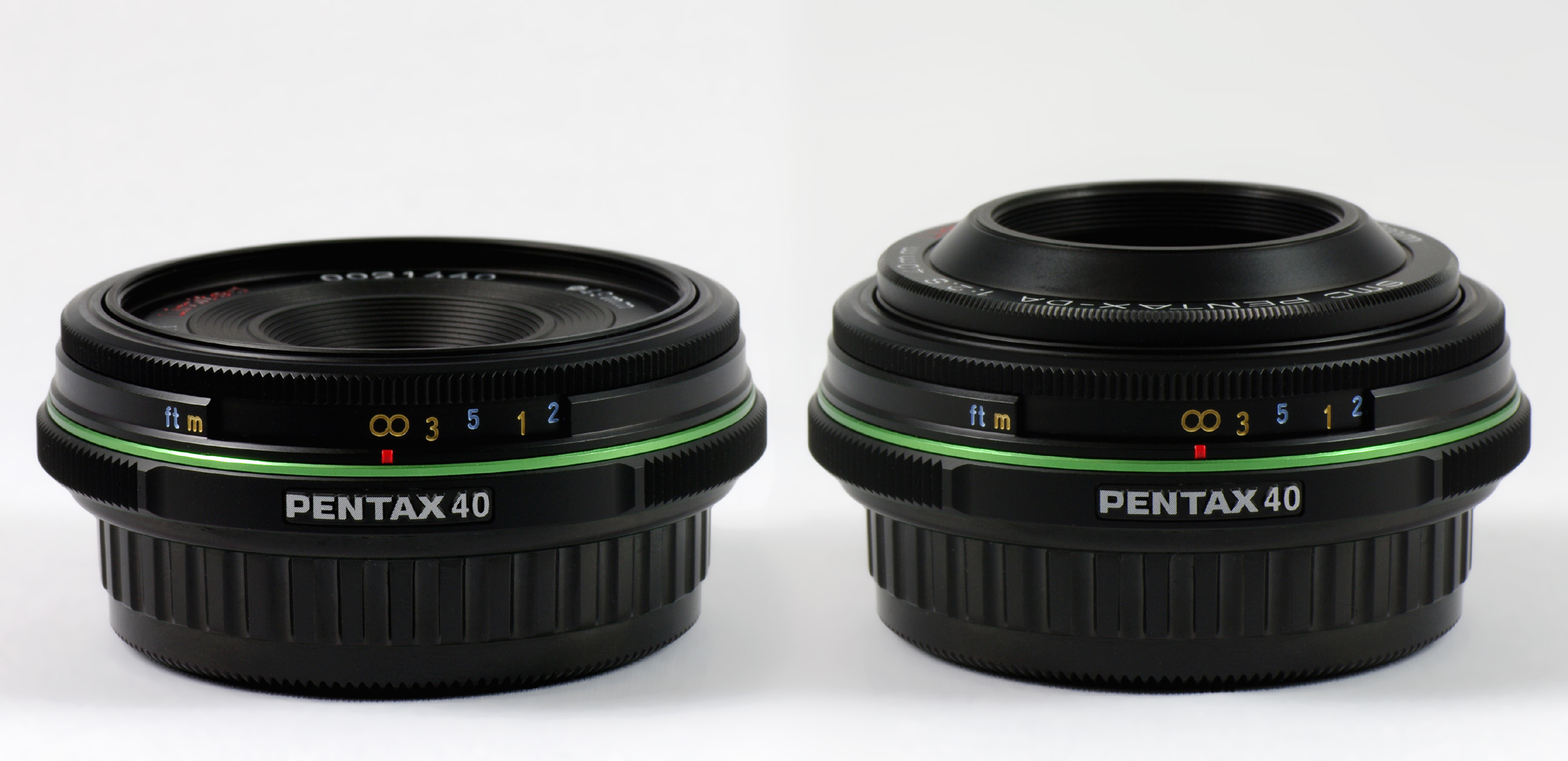
smc DA 40 mm 1:2,8 Limited – rechts mit aufgeschraubter Streulichtblende.

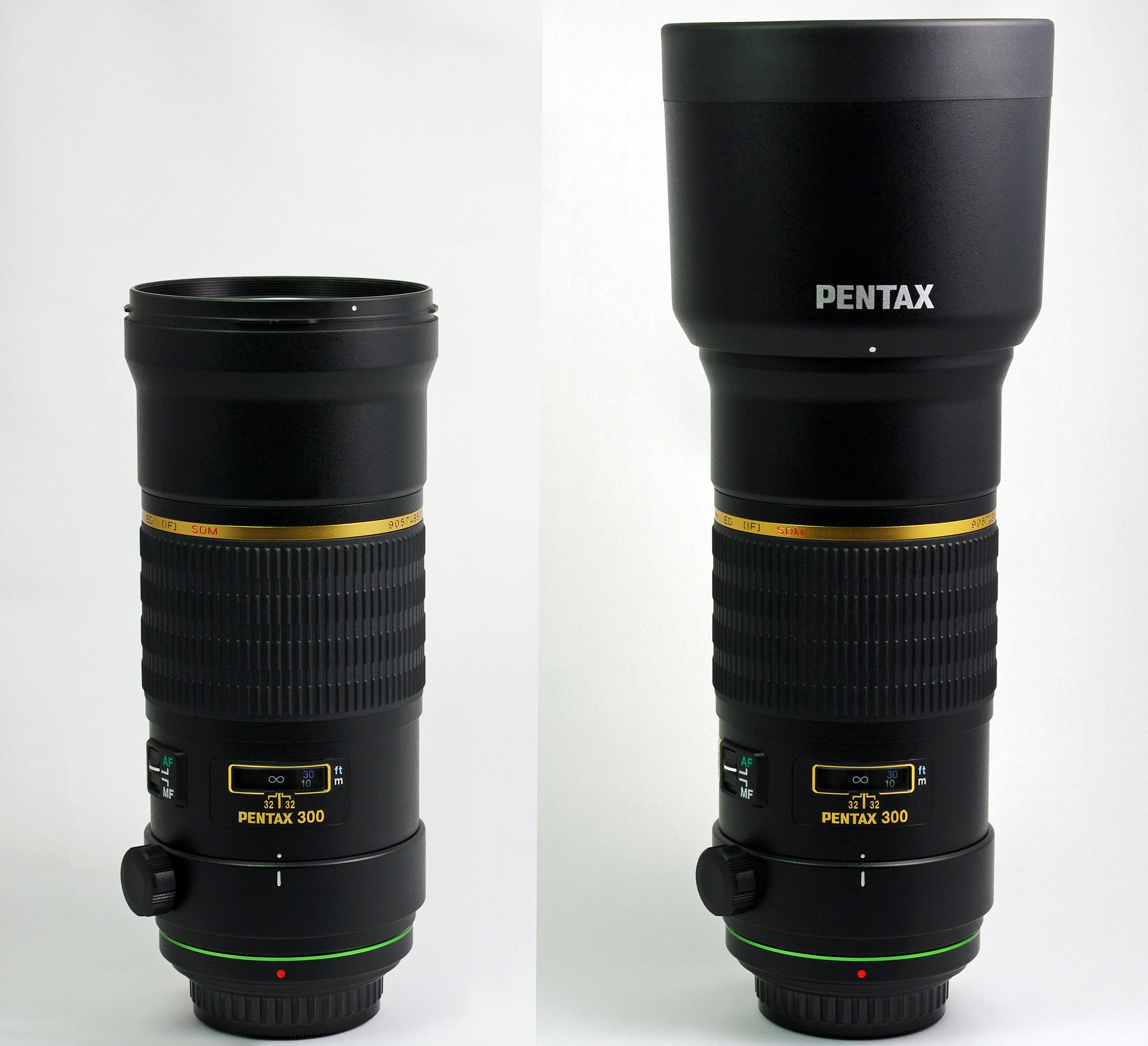
smc DA* 300 mm 1:4,0 ED [IF] SDM – rechts mit montierter Streulichtblende

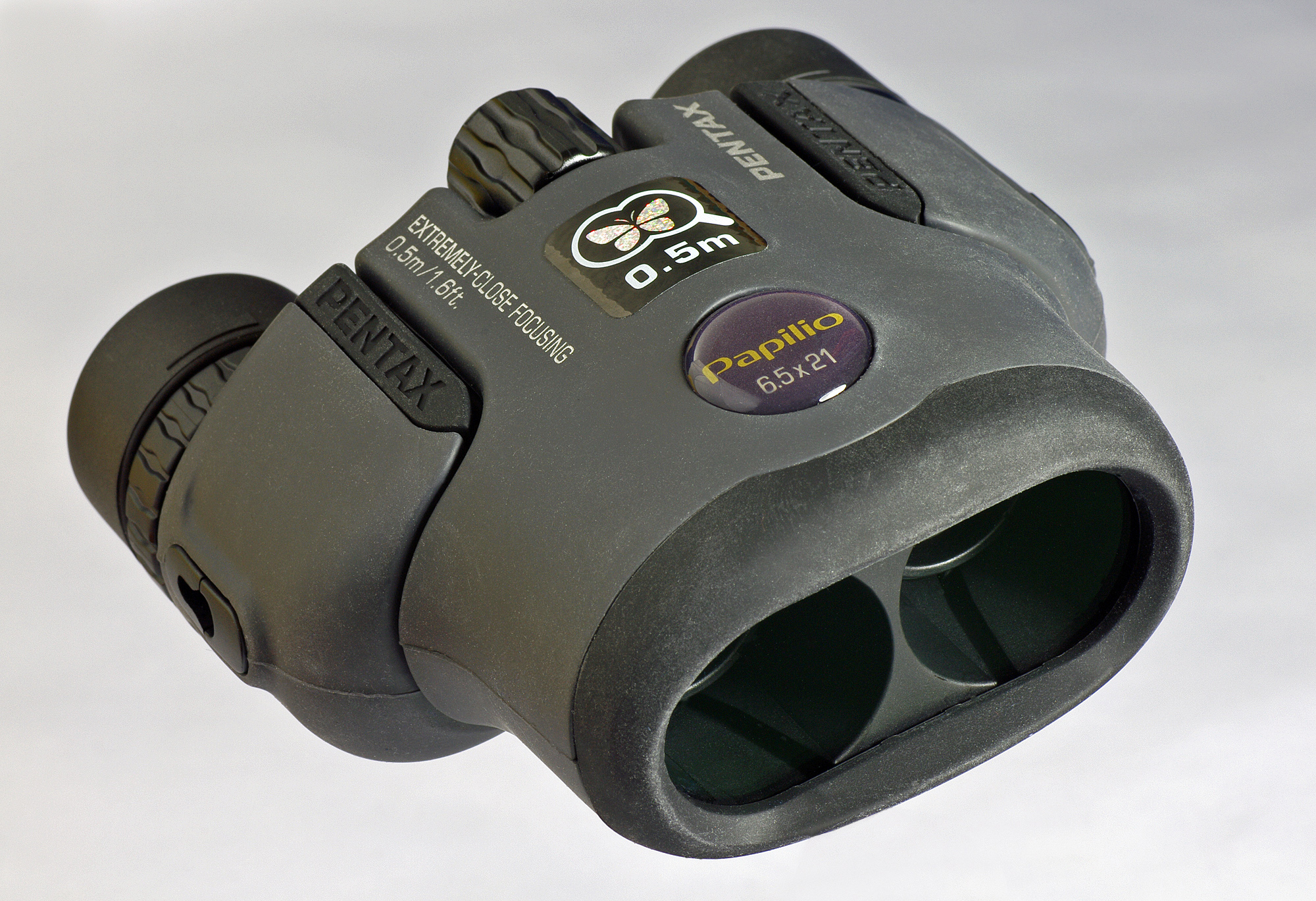
Porroprisma-Fernglas „Papilio“ mit ungewöhnlich geringer Naheinstellgrenze

- Kleinbild- + DSLR-Objektivserien (M37-/M42-Anschluss oder K-Bajonett): Takumar, K, M, M*, AF, A, A*, F, F*, FA, FA*, FA J, FA-Limited, D FA, DA, DA L, DA WR, DA-Limited, DA*
- Mittelformatobjektive: System 645, System 6×7/67
- Q-Bajonett-Objektive
- CCTV-Objektive

### Ferngläser
- Ferngläser: verschiedene Modelle mit Dachkantprisma oder Porroprisma
- Spektive: PF-Serie

### Okulare für Mikroskope und astronomische Teleskope
Die Produktion von astronomischen Linsenfernrohren (Refraktoren) wurde offenbar 2009 eingestellt.

### Medizintechnik
Pentax Medical (zu Hoya; der Markenname Pentax wird weiter genutzt) bietet vor allem im Bereich der flexiblen medizinischen Endoskope ein umfassendes Sortiment an, welches sich über die folgenden Produktgruppen erstreckt:
- Videoendoskope
- Gastroskope
- Koloskope
- Duodenoskope
- Bronchoskope, Auto-Fluoreszenz-Bronchoskope
- Endomikroskope
- Fiberendoskope
- Ultraschall-Endoskope (EUS)
- endo-bronchialer Ultraschall (EBUS)
- Intubations-Endoskope (zum Bsp. Airway-Scope AWS)
- HNO-Endoskope
- KayPENTAX (Hals-Nasen-Ohren)
- Doppelballon-Enteroskope
- Videoprozessoren für die digitale Bildverarbeitung
- i-scan-Filtertechniken (in EPK-i und EPK-i5000 Videoprozessoren)
- Videowagen
- Monitore, auch kabellos
- chirurgische Handinstrumente unter dem Label MICROLINE